# Presepe

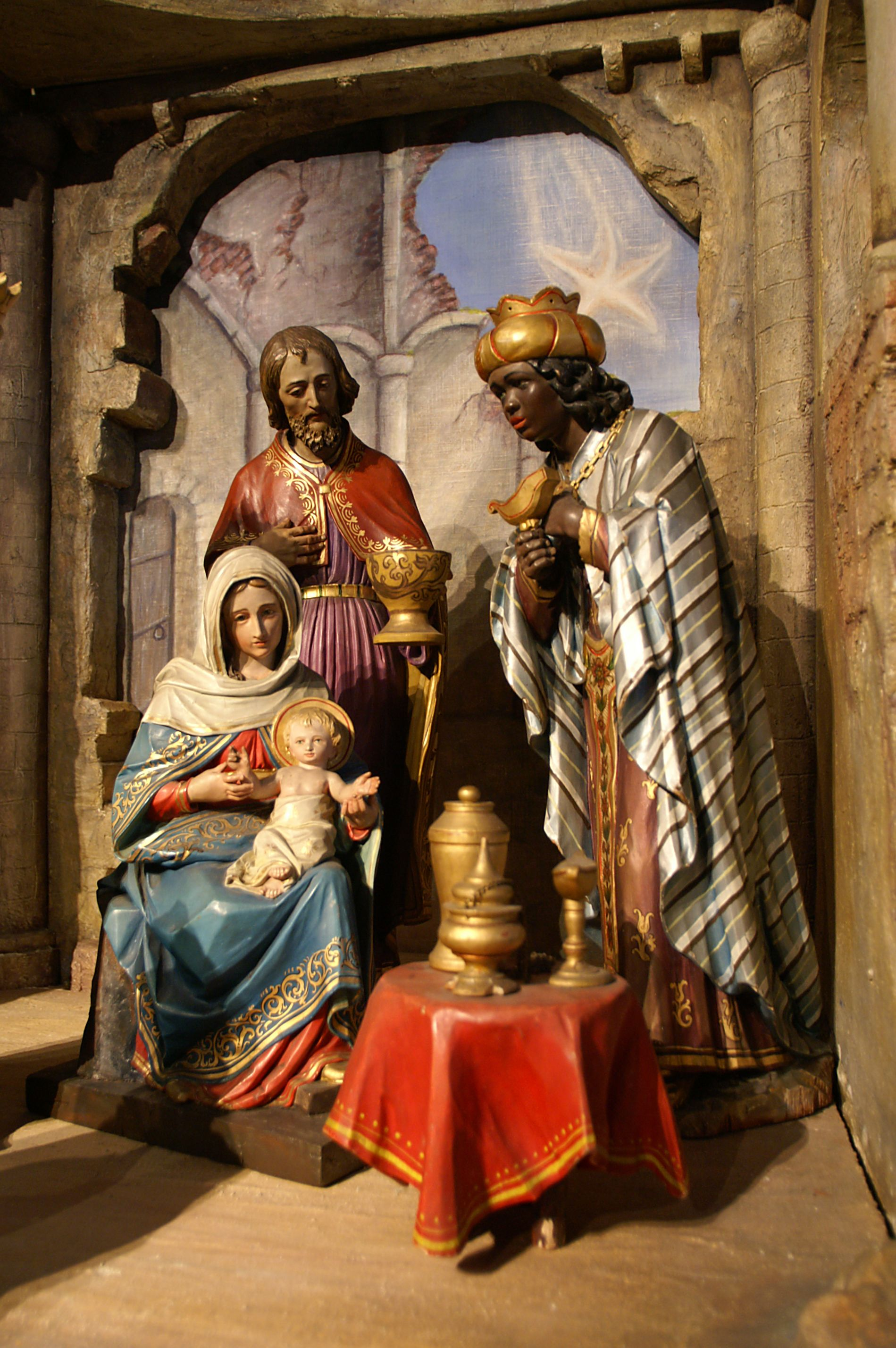
Un presepio gardenese.

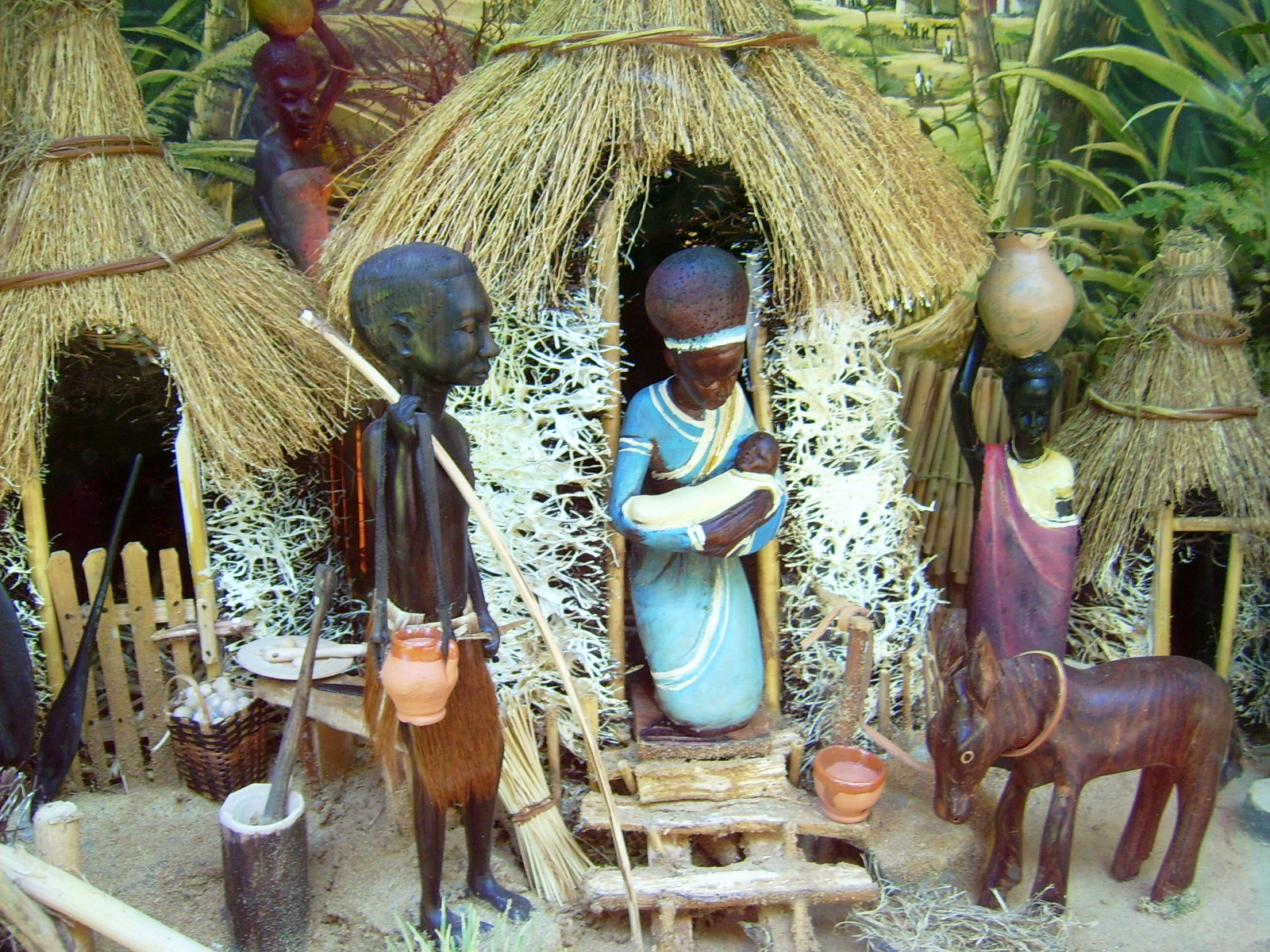
Un presepio africano.

Il presepe o presepio è una qualsiasi rappresentazione che raffigura la Natività di Gesù, esposta principalmente nel periodo natalizio. L'usanza di allestirlo, inizialmente italiana, si è diffusa in tutti i paesi cattolici del mondo. Il primo presepe fu realizzato da San Francesco nel 1223.
Le fonti per la raffigurazione del presepe sono i 180 versetti dei Vangeli di Matteo e di Luca, cosiddetti "dell'infanzia", che riportano la nascita di Gesù avvenuta al tempo di re Erode, a Betlemme di Giudea, piccola borgata ma sin da allora nobile, perché aveva dato i natali al re Davide. Molti elementi del presepe, però, derivano dai Vangeli apocrifi e da altre tradizioni, come il Protovangelo di Giacomo e leggende successive.
Il presepe tradizionale è una complessa composizione plastica della Natività di Gesù Cristo, allestita durante il periodo natalizio; vi sono presenti statue formate di materiali vari e disposte in un ambiente ricostruito in modo realistico. Vi compaiono tutti i personaggi e i luoghi della tradizione religiosa della Natività: la grotta o la capanna, la mangiatoia dov'è posto Gesù Bambino, i suoi genitori Giuseppe e Maria, i Magi, i pastori, le pecore, il bue e l'asino, gli angeli e la stella di Betlemme. La statuina di Gesù Bambino viene collocata nella mangiatoia alla mezzanotte tra il 24 e il 25 dicembre, mentre le figure dei Magi vengono man mano avvicinate alla scena della natività, che raggiungono nel giorno dell'Epifania. Lo sfondo può raffigurare il cielo stellato oppure può essere uno scenario paesaggistico. A volte le varie tradizioni locali prevedono ulteriori personaggi.
Per tradizione, il presepe si mantiene fino al giorno dell'Epifania, quando si mettono le statuine dei Re Magi di fronte alla Sacra Famiglia, o anche sino al giorno della Candelora, sia in Italia che in altri paesi.
Esiste anche un altro modo per allestire il presepio: si tratta del presepe vivente, in cui agiscono persone reali; di origine medievale, ha avuto negli ultimi decenni in Italia una notevole diffusione.

## Etimologia
Il termine deriva dal latino praesaepe, cioè greppia, mangiatoia, ma anche recinto chiuso dove venivano custoditi ovini e caprini; il termine è composto da prae (innanzi) e saepes (recinto), ovvero luogo che ha davanti un recinto. Un'altra ipotesi fa nascere il termine da praesepire cioè recingere. Nel latino tardo delle prime vulgate evangeliche viene chiamato cripia, che divenne poi greppia in italiano, krippe in tedesco, crib in inglese, krubba in svedese e crèche in francese. Il termine presepe è utilizzato, oltre che in Italia, anche in Ungheria, perché vi giunse via Napoli nel XIV secolo quando un discendente Angiò divenne re di quelle regioni, Portogallo e Catalogna.

## Origine ed evoluzione

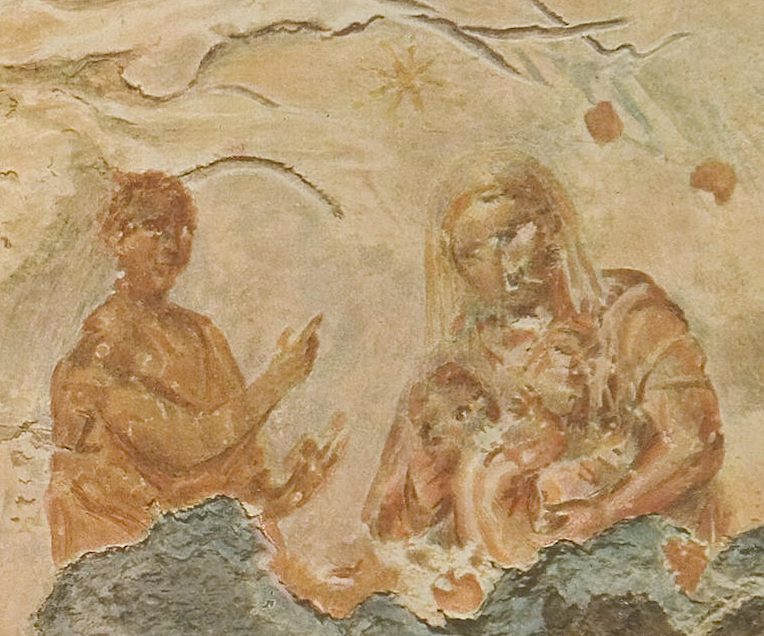
La Natività raffigurata nelle Catacombe di Priscilla, a Roma.

(Vangelo secondo Luca, II, 7)
Raffigurazioni pittoriche e scultoree della Natività
La più antica raffigurazione della Vergine con Gesù Bambino è raffigurata nelle Catacombe di Priscilla sulla Via Salaria a Roma, dipinta da un ignoto artista del III secolo all'interno di un arcosolio del II secolo.
Nella tradizione bizantina la Natività di Gesù è raffigurata in una grotta, con la Vergine Maria distesa su un giaciglio, con il figlio nella mangiatoia, mentre San Giuseppe è raffigurato simbolicamente all'esterno, in disparte. Ne sono esempi i dipinti di Pietro Cavallini a Roma. Il primo presepe scultoreo si ritiene sia quello di Arnolfo di Cambio nella Basilica di Santa Maria Maggiore a Roma.
Giotto fu il primo pittore a raffigurare a Padova nella Cappella degli Scrovegni una Natività più realistica, con dettagli naturalistici, seppur ancora legata ai canoni bizantini.
Nel Quattrocento alcuni grandi maestri della pittura italiana raffigurarono scene della Natività, dette anch'esse "presepe": Botticelli nell'Adorazione dei Magi (Firenze, Galleria degli Uffizi) raffigurò personaggi della famiglia Medici. Filippino Lippi compose la Natività che si trova al museo civico di Prato, Piero della Francesca la Natività della National Gallery di Londra, il Correggio la Natività della Pinacoteca di Brera.
Anche Luca e Andrea Della Robbia hanno rappresentato scene della Natività, in bassorilievo: per tutte valga quella del convento della Verna. Un'altra terracotta robbiana, con sfondo affrescato da Benozzo Gozzoli, si trova nel duomo di Volterra e rappresenta i pastori e il corteo dei Magi.
Origine del presepe

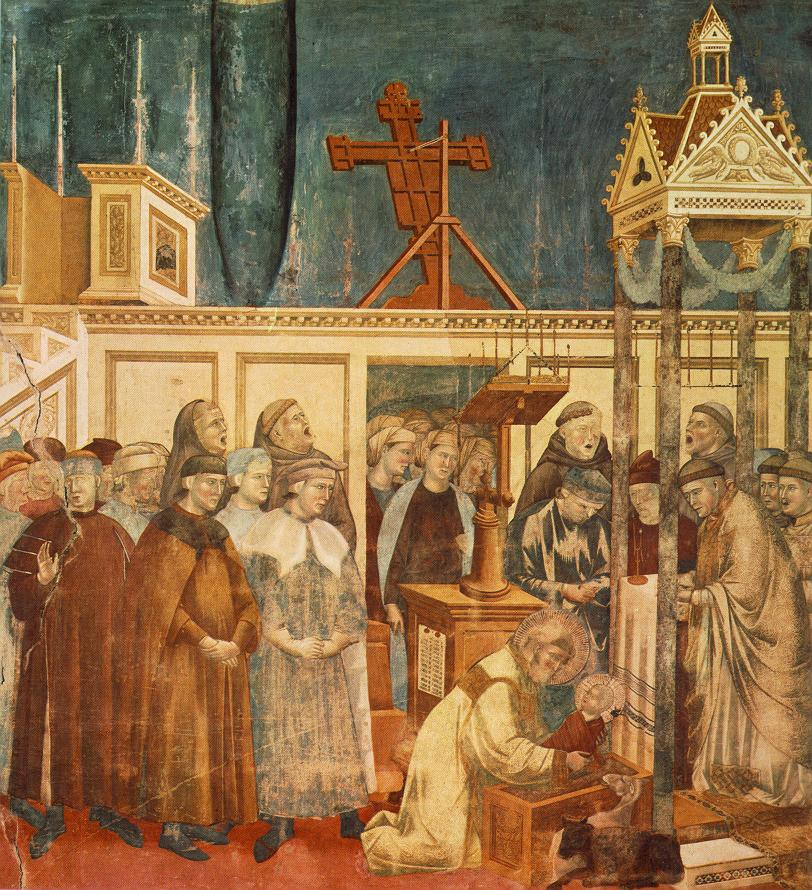
Il presepe di Greccio, nella Basilica superiore di Assisi, Giotto (attribuzione), 230x270 cm, 1290-1295 circa.

La tradizione pittorica di raffigurare la Natività fu seguita poi dalla rappresentazione tridimensionale, allestita in occasione delle festività natalizie, ossia a ciò che comunemente si intende oggi con il termine "presepe". Questa usanza, all'inizio prevalentemente italiana, ebbe origine all'epoca di San Francesco d'Assisi che nel 1223 realizzò a Greccio la prima rappresentazione della Natività, dopo aver ottenuto l'autorizzazione da papa Onorio III. Francesco era tornato da poco (nel 1220) dalla Palestina e, colpito dalla visita a Betlemme, intendeva rievocare la scena della Natività in un luogo, Greccio, che trovava tanto simile alla città palestinese. Tommaso da Celano, cronista della vita di San Francesco descrive così la scena nella prima Vita:
Il presepe di Greccio ha come antefatto le "sacre rappresentazioni" delle varie liturgie celebrate nel periodo medievale. Nella rappresentazione preparata da San Francesco, al contrario di quelle successive, non erano presenti la Vergine Maria, San Giuseppe e Gesù Bambino; nella grotta fu celebrata la Messa con un altare portatile posto sopra una mangiatoia presso la quale erano i due animali ricordati dalla tradizione, ossia l'asino e il bue. Nella prima Vita, Tommaso da Celano ci dà una descrizione più dettagliata della notte in cui fu allestito il primo presepio a Greccio; il racconto di Tommaso è poi ripreso da Bonaventura da Bagnoregio nella Leggenda maggiore.:
(Bonaventura, Legenda maior, XX.)

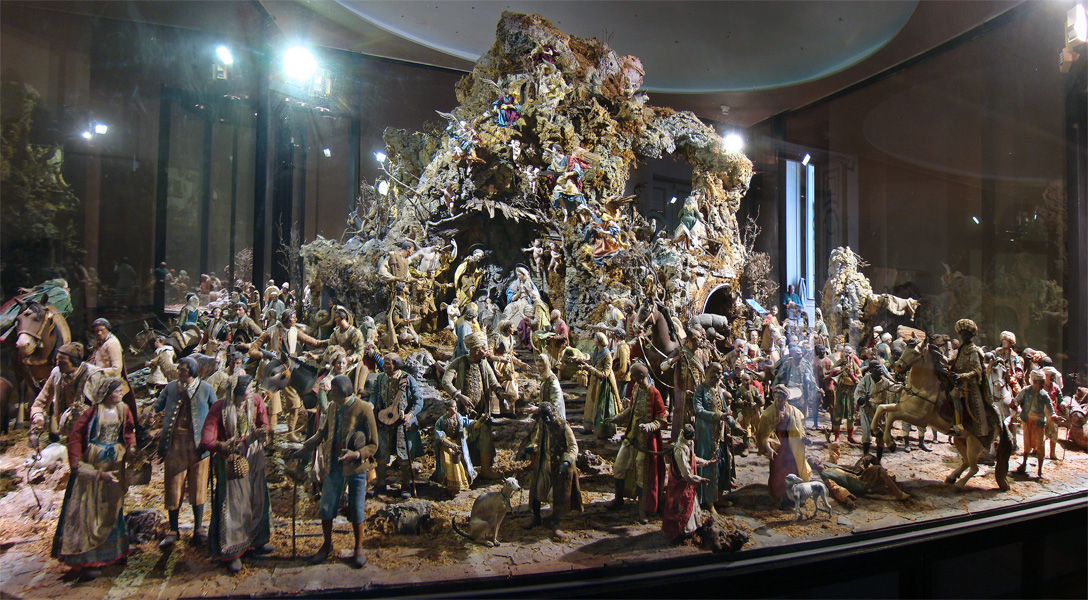
Il presepio napoletano della Reggia di Caserta, del 1700.

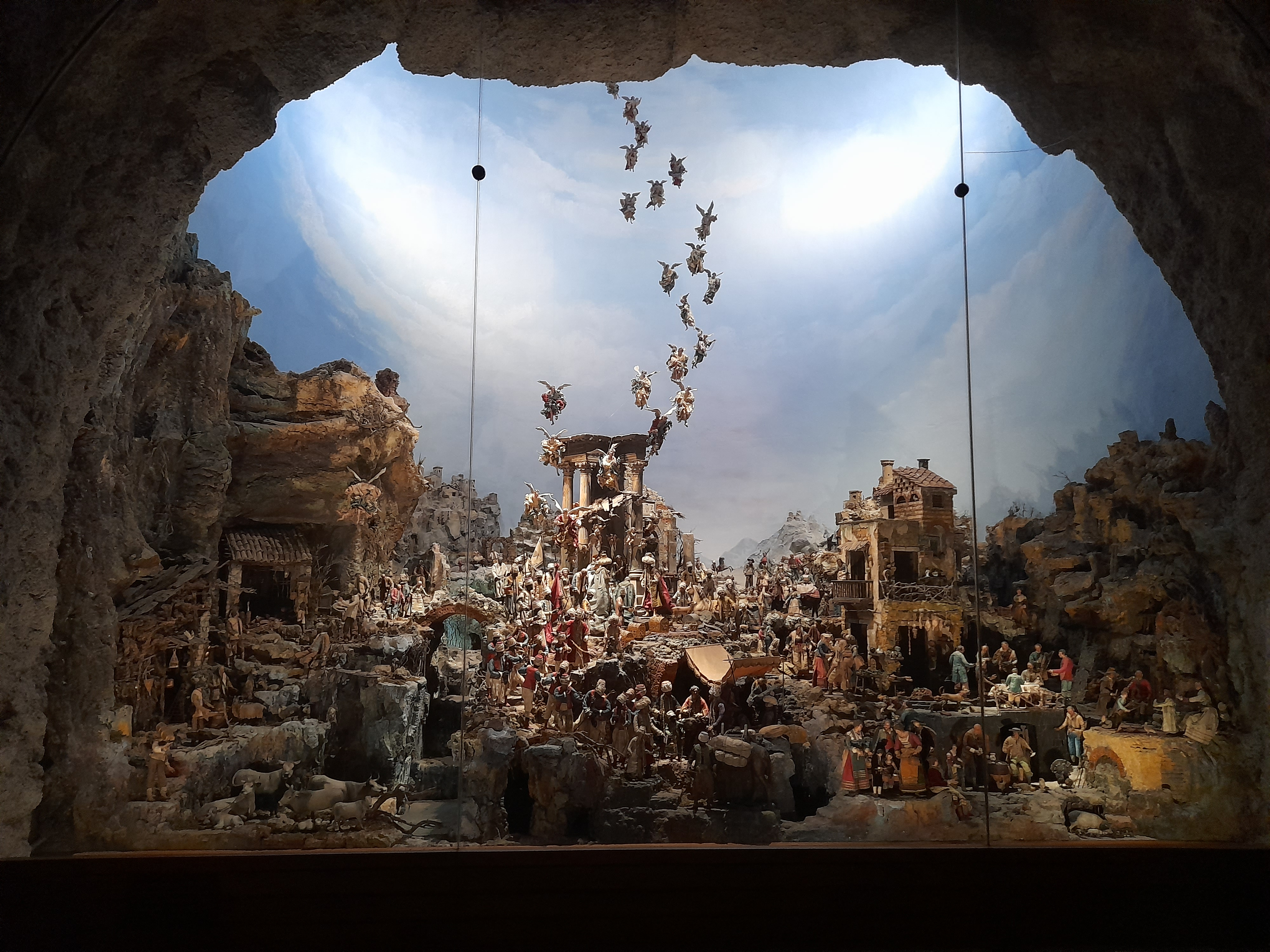
Presepio Cuciniello, al Museo nazionale di San Martino di Napoli, realizzato tra XVIII e XIX secolo.

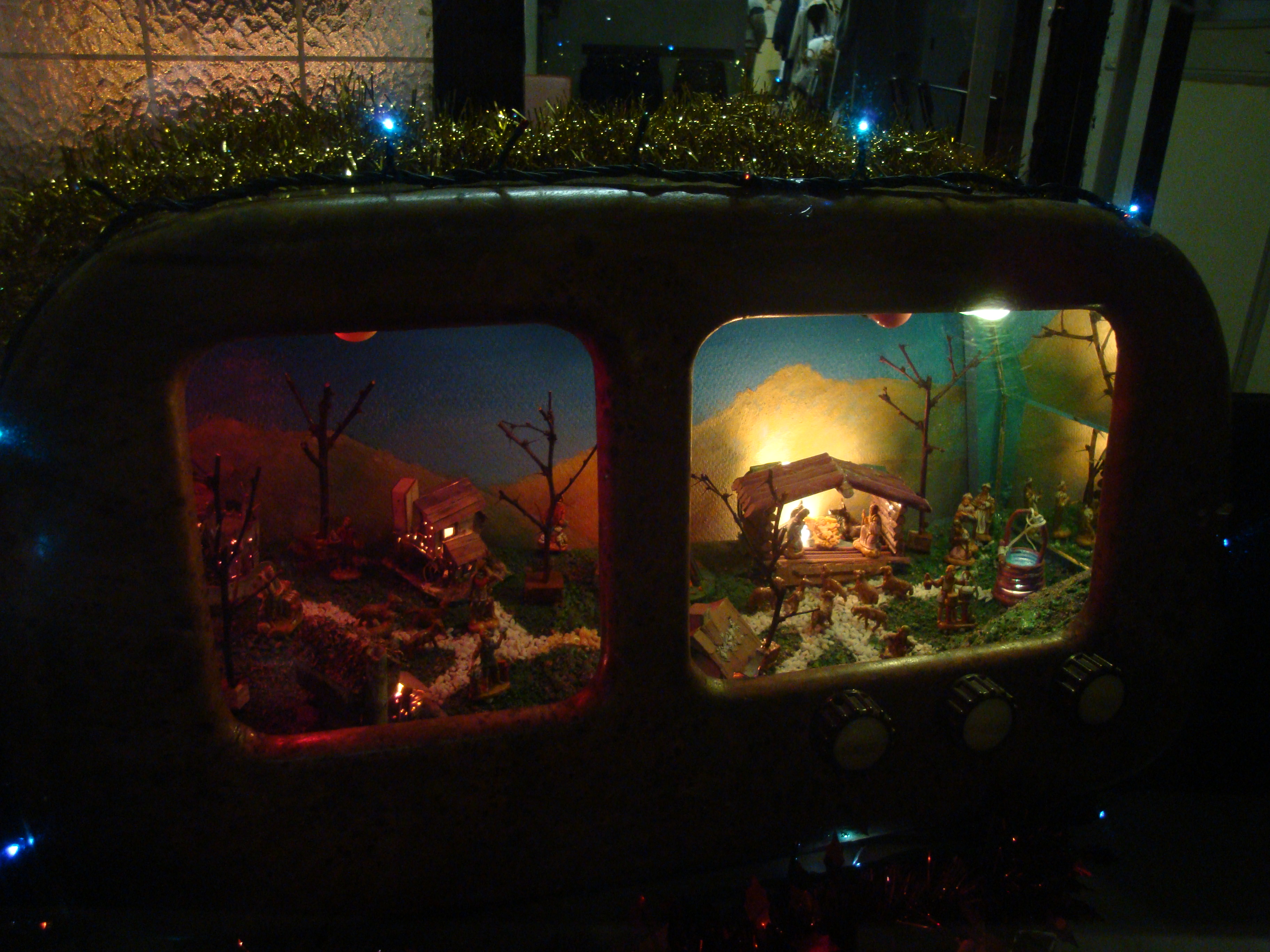
Presepio moderno, allestito in un vecchio apparecchio radiofonico.

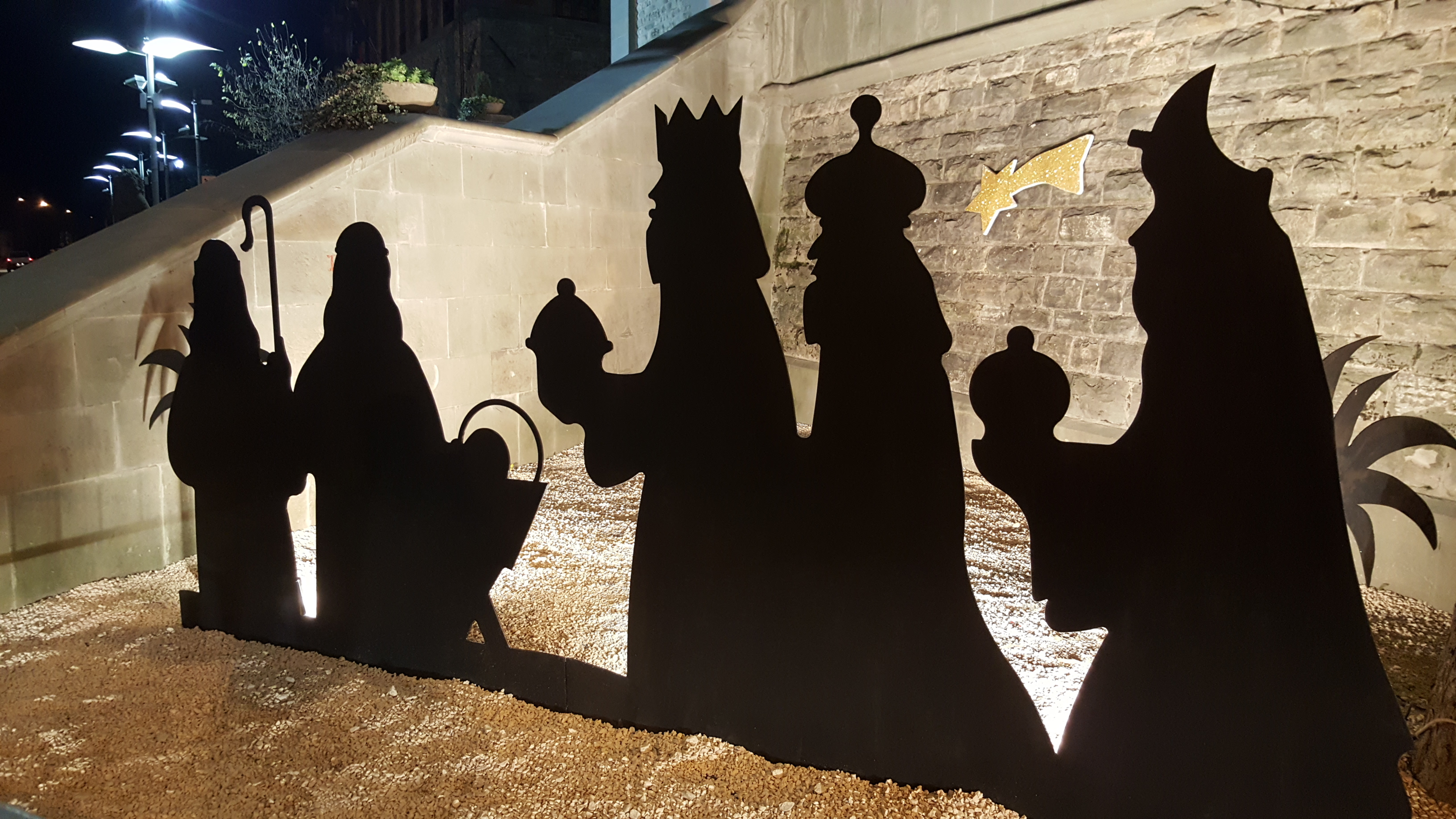
Presepio moderno presso la chiesa di S. Pietro Apostolo a San Piero in Bagno (Bagno di Romagna).

La descrizione di Bonaventura è la fonte che ha usato Giotto per comporre l'affresco Presepe di Greccio, nella Basilica superiore di Assisi.
Quattrocento
L'iconografia del presepe, su impulso di ciò che aveva fatto Francesco a Greccio, ben presto passò dall'ambito prettamente artistico a quello popolare, soprattutto all'interno delle chiese, nelle quali la rappresentazione della nascita di Gesù, con le statuine ed elementi tratti dall'ambiente naturale, diventò un rito irrinunciabile. Specialmente nelle regioni dell'Italia centrale e in Emilia-Romagna, nel XV secolo, si era già, infatti, diffusa l'usanza di collocare nelle chiese statue dei protagonisti della Natività.
Cinquecento
La tradizione del presepe si diffuse anche durante tutto il XVI secolo ed arrivò nel Regno di Napoli. Proprio in questa città alcuni autori ritengono che sia nato il presepe "moderno": una ricostruzione plastica della nascita del Salvatore, realizzata con materiali poveri e piccole statue. L'inventore fu San Gaetano Thiene, che iniziò a diffondere l'usanza di costruire presepi nelle chiese e nelle case. Sempre sua fu l'idea di accostare la scena della natività a episodi di vita quotidiana ambientandoli nelle vie napoletane popolate da personaggi vestiti con abiti contemporanei.
Seicento
Dal XVII secolo il presepe iniziò a diffondersi anche nelle case dei nobili sotto forma di "soprammobili" o di vere e proprie cappelle in miniatura anche grazie all'invito del papa durante il Concilio di Trento; egli infatti ammirava la capacità del presepio di trasmettere la fede in modo semplice e vicino al sentire popolare.
In questo momento, secondo la leggenda, fu a San Cristóbal de La Laguna, a Tenerife, che per la prima volta in Spagna fu esposto al pubblico un presepe in una casa privata. Allo stesso modo, il santo di Tenerife Pedro de San José de Bethencourt, francescano e fondatore dell'Ordine dei fratelli di Betlemme, è considerato uno dei principali precursori della realizzazione di presepi nelle terre americane scoperte dagli spagnoli. Questo è proprio uno dei motivi per cui questo santo è spesso chiamato il "San Francesco d'Assisi delle Americhe".
Settecento
Il grande sviluppo dei presepi scolpiti si ebbe nel Settecento, quando si formarono le grandi tradizioni presepistiche del presepe napoletano, genovese, bolognese, ma anche di altre zone. A Roma, infatti, in questo secolo i pupazzari iniziarono la produzione di statuine in terracotta atte all'uopo, e da Roma poi l'usanza si diffuse anche in Umbria e nelle Marche, all'epoca regioni pontificie, dove si rafforzò la tradizione presepistica già presente. In questo secolo si diffusero i presepi nelle case. Nel XVIII secolo, addirittura, a Napoli si scatenò una vera e propria competizione fra famiglie su chi possedeva il presepe più bello e sfarzoso: i nobili impegnavano per la loro realizzazione intere camere dei loro appartamenti ricoprendo le statue di capi finissimi di tessuti pregiati e scintillanti gioielli autentici. Nello stesso secolo a Bologna, altra città italiana che vanta un'antica tradizione presepistica, venne istituita la Fiera di Santa Lucia quale mercato annuale delle statuine prodotte dagli artigiani locali, che viene ripetuta ogni anno, ancora oggi, dopo oltre due secoli. Nel Settecento si diffuse capillarmente l'usanza di allestire il presepio nelle chiese. Alcuni di essi sono sopravvissuti, nonostante i molti furti subiti, e vengono tuttora esposti nel periodo natalizio.
Ottocento e Novecento
Fra la fine dell'Ottocento e l'inizio del Novecento il presepe arrivò anche negli appartamenti dei borghesi e del popolo, dove divenne il centro simbolico attorno al quale ruotano le festività natalizie. La diffusione dell'albero di Natale non ha cancellato la tradizione del presepe, ma si è ad essa affiancata.
La diffusione progressiva del presepio viene spiegata anche dal successo che esso incontra presso i più piccoli: se Dio è anch'Egli un bambino, se una mamma e dei doni ce lo fanno tanto somigliante, la fede, il soprannaturale possono germogliare in noi nel modo più soave a familiare, e la chiesa del fanciullo sarà il presepio.
La tradizione è viva ancor oggi, e i presepi sono allestiti a volte in modo tradizionale e a volte in modo più tecnologico, con figure dotate di movimenti meccanici, impianti elettrici per riprodurre l'alternarsi del giorno e della notte, o anche con ruscelletti che scorrono grazie a piccole pompe elettriche. Le statuine sono oggi disponibili in materiale plastico, ma spesso si usano anche quelle in materiali tradizionali, come la terracotta, il gesso o la cartapesta, acquistati appositamente o accuratamente conservate durante i vari passaggi di generazione.
Diffusa è la tendenza ad allestire presepi in forme insolite o con materiali inusitati, dando spazio alla fantasia del presepista, come si può notare nella foto a fianco.

### I presepi anteriori al 1600 ancora esistenti
Bologna

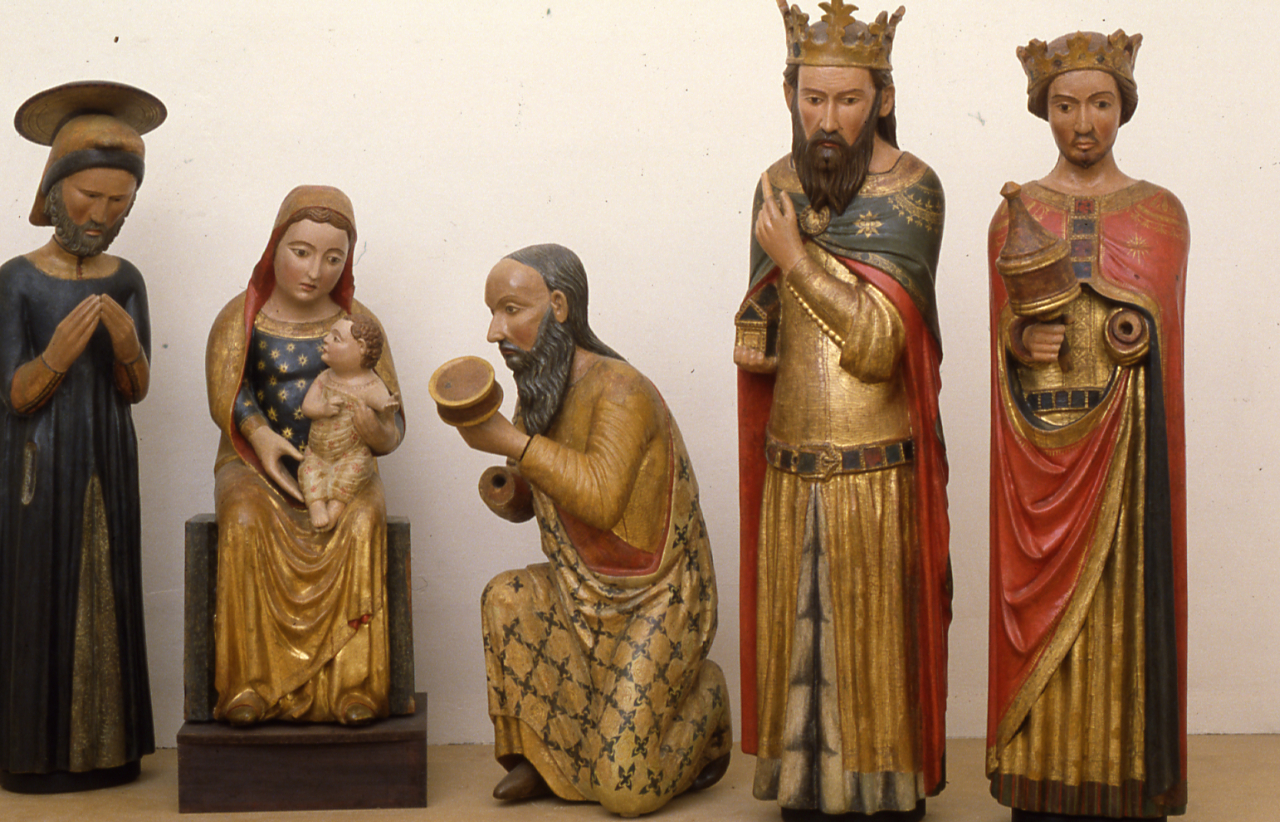
Il presepio della Basilica di Santo Stefano a Bologna. Foto di Paolo Monti, 1980.

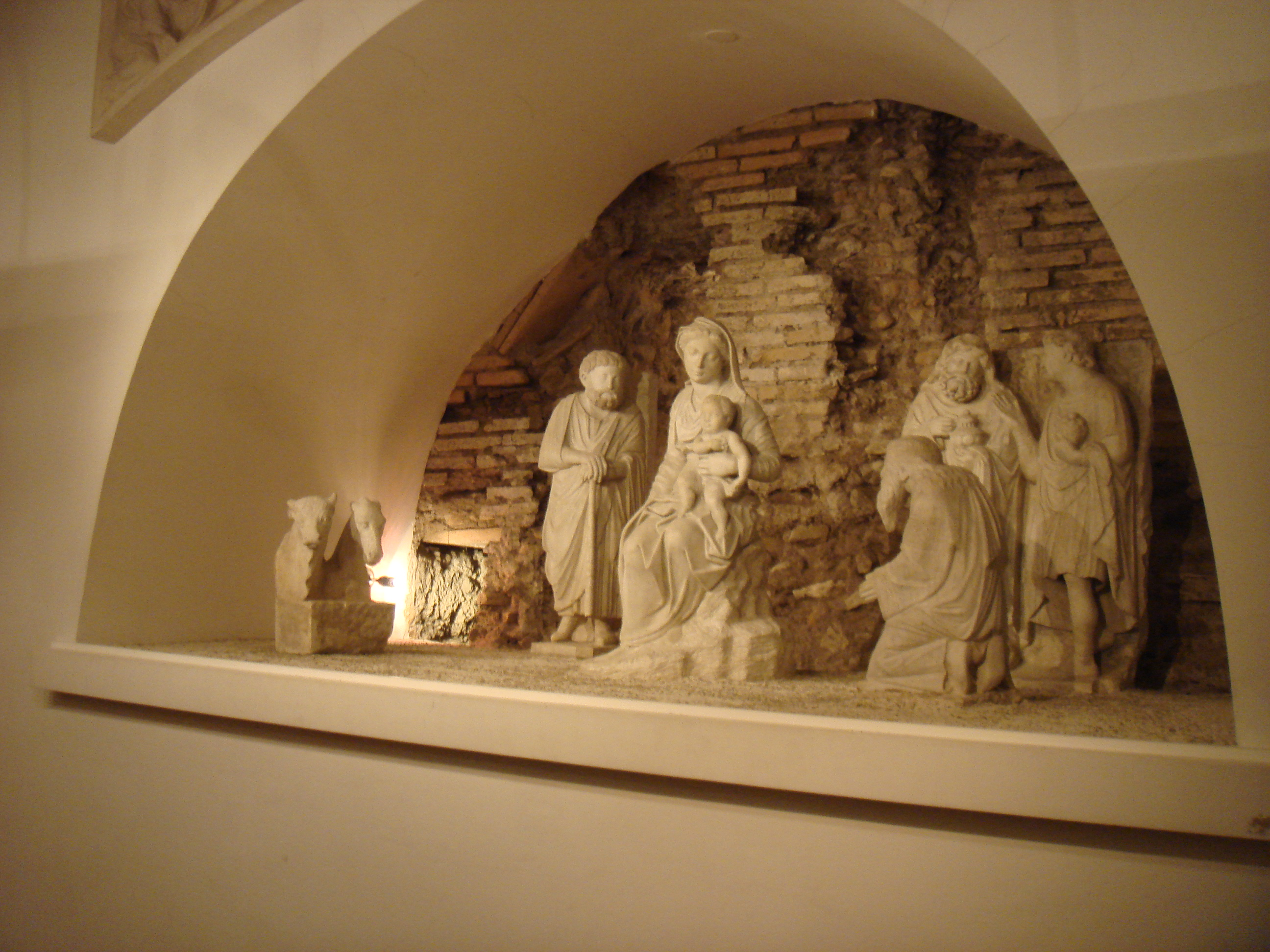
Il presepio di Arnolfo di Cambio, nella Basilica di Santa Maria Maggiore a Roma.

Il primo presepe scolpito a tutto tondo di cui si ha notizia è quello conservato nella Basilica di Santo Stefano di Bologna. L'autore dell'opera ha il nome convenzionale di "Maestro del Crocifisso". L'opera fu scolpita da tronchi di tiglio e di olmo, forse nell'ultimo decennio del XIII secolo. L'opera rimase senza coloritura fino al 1370, quando il pittore bolognese Simone dei Crocefissi fu incaricato di dipingere le statue, usando una ricca policromia e doratura, con il suo personalissimo stile gotico. Il restauro del 1981 fece riemergere la policromia, che si era oscurata nel corso dei secoli. Con il successivo trascorrere degli anni, l'umidità della Chiesa, in cui l'opera era esposta per tutto l'anno, aveva iniziato a rovinare di nuovo la superficie dipinta. Per tale ragione, agli inizi del 2000, le statue sono state nuovamente restaurate; nel 2004 l'opera è stata esposta nella Pinacoteca Nazionale di Bologna, e nel Natale del 2006 è stata riportata a Santo Stefano e collocata dentro a una grande teca protettiva in vetro.
Roma
Il più antico presepio scolpito ad altorilievo di cui si ha notizia è il presepio di Santa Maria Maggiore a Roma, di Arnolfo di Cambio, risalente al 1289, e dunque allo stesso periodo di quello descritto sopra. Per tanto tempo è stato considerato il presepio più antico fatto con singole statue a tutto tondo, ma un'attenta osservazione dei gruppi scultorei denota che in realtà si tratta di altorilievi in pietra, il cui dorso è dunque piatto. La figura del Mago inginocchiato, questa sì a tutto tondo, risulta essere stata completata successivamente scolpendo anche il dorso, da un autore successivo ad Arnolfo di Cambio; la stessa cosa si può dire a riguardo della figura della Vergine col Bambino; le più recenti indagini hanno evidenziato che essa sarebbe stata modificata in epoca rinascimentale, scolpendo e modificando la figura originale.
Il presepio di Santa Maria Maggiore si richiama all'intenzione di papa Sisto III, che sin dal 432 creò nella primitiva basilica una "grotta della Natività" simile a quella di Betlemme; la basilica stessa prese allora la denominazione di Santa Maria ad praesepem
Napoli
Tra i presepi più antichi di Napoli c'è quello della fine del Quattrocento di San Giovanni a Carbonara, con figure in legno e la presenza anche di profeti e sibille. Molti pastori sono stati però trasferiti al Museo nazionale di San Martino.
Urbino
Ad Urbino, nel presepio dell'Oratorio di San Giuseppe, è conservato un presepe del 1555, opera di Federico Brandani in stucco, tufo e pietra pomice, con figure a grandezza naturale. Il soffitto e le pareti della cappella del presepio è interamente rivestita di tufo e stucco, in modo da creare un ambiente simile a quello di una grotta.
Modena
Cinquecentesco è anche il presepe di Antonio Begarelli (1527), nel Duomo di Modena, con molte figure ispirate all'arte classica e dalla composizione scenografica. Altro noto scultore modenese di figure per presepio è Guido Mazzoni, sempre del Cinquecento.

## Simbologia e origine delle ambientazioni
Il presepe è una rappresentazione ricca di simboli. Alcuni di questi provengono direttamente dal racconto evangelico. Sono riconducibili al racconto di Luca la mangiatoia, l'adorazione dei pastori e la presenza di angeli nel cielo. Altri elementi appartengono ad una iconografia propria dell'arte sacra: Maria ha un manto azzurro che simboleggia il cielo, San Giuseppe ha in genere un manto dai toni dimessi a rappresentare l'umiltà.

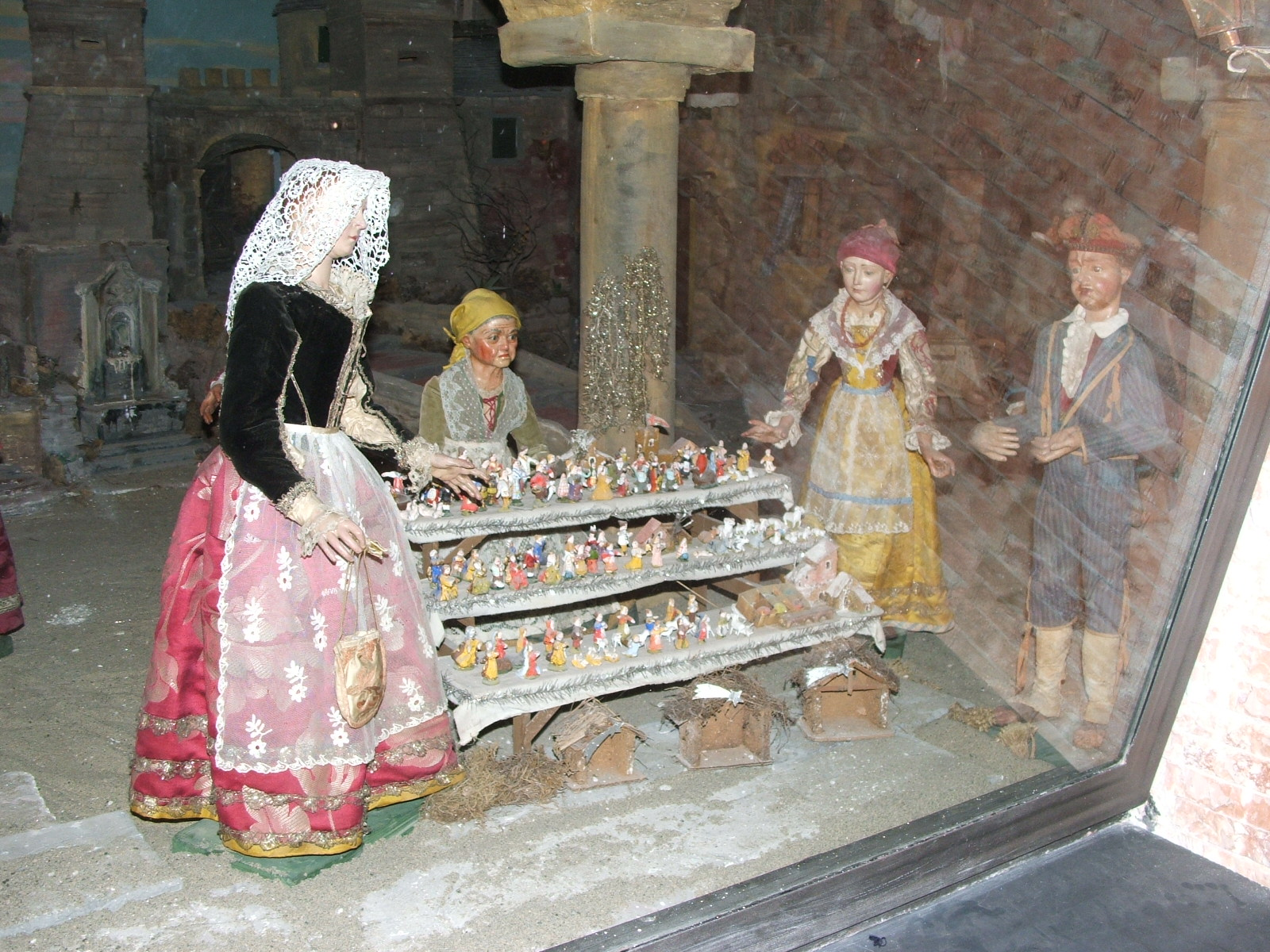
Presepio genovese. Questa scena - ricavata a nicchia da un più vasto presepe di ambientazione genovese fra Seicento e Settecento - ha in sé una singolare autocitazione: raffigura, infatti, un gruppo di popolane intente a vendere materiali per realizzare presepi.

Molti particolari scenografici nei personaggi e nelle ambientazioni del presepe traggono inoltre ispirazione dai Vangeli apocrifi e da altre tradizioni. Il bue e l'asinello, ad esempio, simboli immancabili di ogni presepe, derivano dal cosiddetto Protovangelo di Giacomo e da un'antica profezia di Isaia che scrive "Il bue ha riconosciuto il suo proprietario e l'asino la greppia del suo padrone". Sebbene Isaia non si riferisse alla nascita del Cristo, l'immagine dei due animali venne utilizzata comunque come simbolo degli ebrei (rappresentati dal bue) e dei pagani (rappresentati dall'asino).
Anche la stalla o la grotta in cui nacque il Messia non compare nei Vangeli canonici: sebbene Luca citi i pastori e la mangiatoia, nessuno dei quattro evangelisti parla esplicitamente di una grotta o di una stalla. In ogni caso a Betlemme la Basilica della Natività sorge intorno a quella che è indicata dalla tradizione come la grotta ove nacque Cristo e anche quest'informazione si trova nei Vangeli apocrifi. Tuttavia, l'immagine della grotta è un ricorrente simbolo mistico e religioso per molti popoli soprattutto del settore mediorientale: del resto si credeva che anche Mitra, una divinità persiana venerata anche tra i soldati romani, fosse nato da una pietra. E la grotta è anche un antichissimo simbolo cosmico. Scrive a questo proposito Porfirio: "Gli antichi consacravano davvero opportunamente antri e caverne al cosmo, considerato nella sua totalità o nelle sue parti". La grotta è il luogo dove si trovano le acque primordiali che provocano la nascita e rinascita ad una nuova vita.
I Magi invece derivano dal Vangelo secondo Matteo e dal Vangelo armeno dell'infanzia. In particolare, quest'ultimo fornisce informazioni sul numero e il nome di questi sapienti orientali: il vangelo in questione fa i nomi di tre sacerdoti persiani: Melkon (Melchiorre), Gaspar (Gaspare) e Balthasar (Baldassarre), anche se non manca chi vede in essi un persiano (recante in dono oro), un arabo meridionale (recante l'incenso) e un etiope (recante la mirra). Così i Re Magi entrarono nel presepe, sia incarnando le ambientazioni esotiche che come simbolo delle tre popolazioni del mondo allora conosciuto, ovvero Europa, Asia e Africa. Anche il numero dei Magi fu piuttosto controverso, oscillando tra due e dodici. In base ai tre doni da loro offerti, citati nel Vangelo di Matteo, papa Leone Magno stabilì che i Re Magi furono tre, con un decreto papale.
Tuttavia, alcuni aspetti derivano da tradizioni molto più recenti. Il presepe napoletano, per esempio, aggiunge alla scena molti personaggi popolari, osterie, commercianti e case tipiche dei borghi agricoli, tutti elementi palesemente anacronistici. Questa è comunque una caratteristica di tutta l'arte sacra, che, almeno fino al XX secolo, ha sempre rappresentato gli episodi della vita di Cristo con costumi e ambientazioni contemporanee all'epoca di realizzazione dell'opera. Anche questi personaggi sono spesso funzionali alla simbologia.

## Il presepe nel mondo

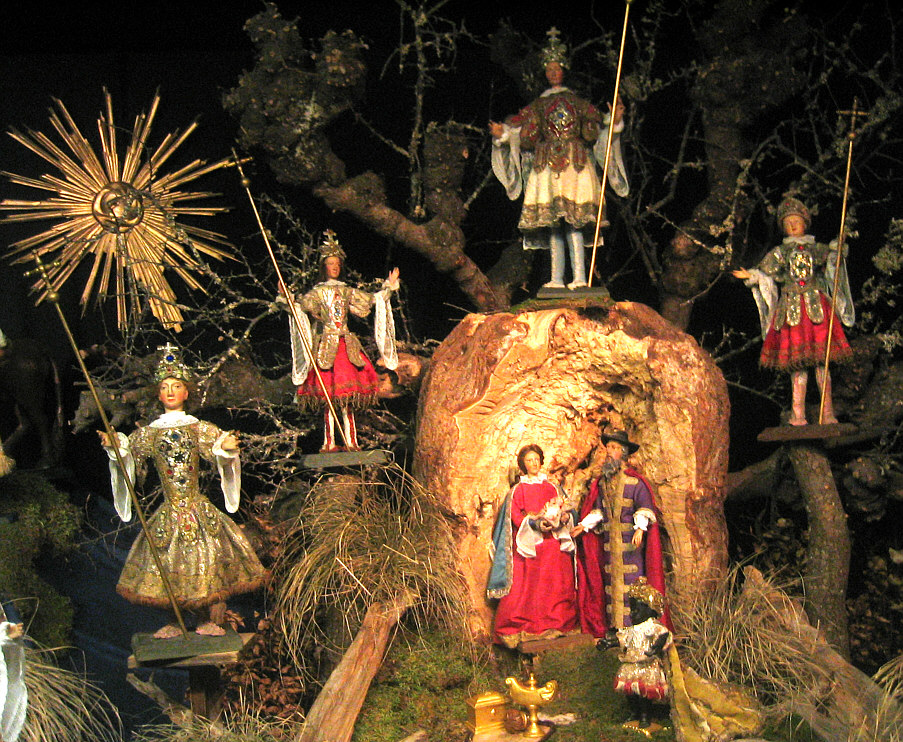
Presepio barocco in Germania (1704).

Essendo un prodotto culturale, il presepe si diffonde nelle diverse culture con significative varianti. Anche se l'idea di base, quella cioè di ricreare la fatidica scena della nascita del Cristo, resta invariata, lo stesso non si può dire per i materiali usati e gli stili di costruzione dei diversi presepi. Per quanto concerne la diffusione del presepe nel mondo, possiamo suddividere tutte le varianti presepiali in due grandi macroaree: quella europea e quella comprendente il resto del mondo. Più in specifico appartengono all'area europea, con diverse varianti: il presepe spagnolo, quello provenzale, il presepe nei paesi di lingua tedesca e i presepi nei paesi dell'est europeo. Fanno parte, invece, della macroarea del resto del mondo maggiormente i presepi dei paesi dell'America Latina e quelli di origine orientale ed etnica.

### Il presepe catalano
Le origini del presepe in Spagna sono da rintracciare all'epoca della regno borbonico a Napoli. Infatti, gli scambi e i traffici che si attuarono tra Napoli e la Spagna, influenzarono quest'ultima sulla tradizione della costruzione del presepe durante il periodo natalizio. In Spagna, il presepe si diffuse maggiormente nella regione della Catalogna, grazie anche alla passione di Ramon Amadeu (1745-1821) il più famoso scultore dell'epoca che si dilettava nella costruzione dei pastori in creta. È da ricordare che la prima associazione di appassionati del presepe nacque proprio in Spagna intorno al 1860, anche se quest'ultima ebbe vita assai breve. Si diffuse allora la più importante "Asociaçion de Pesebristas", che dal 1921 influenzò anche le successive scuole. Tra i vari appassionati del presepe, si distaccarono alcuni abili artigiani che diedero vita alla "scuola del gesso catalana", che stravolsero l'idea del presepe allora in voga. Essi diedero vita al cosiddetto presepe "storico", ossia quello che più riproduce fedelmente paesaggi, costumi e costruzioni della Palestina ai tempi della nascita di Gesù.

### Il presepe provenzale

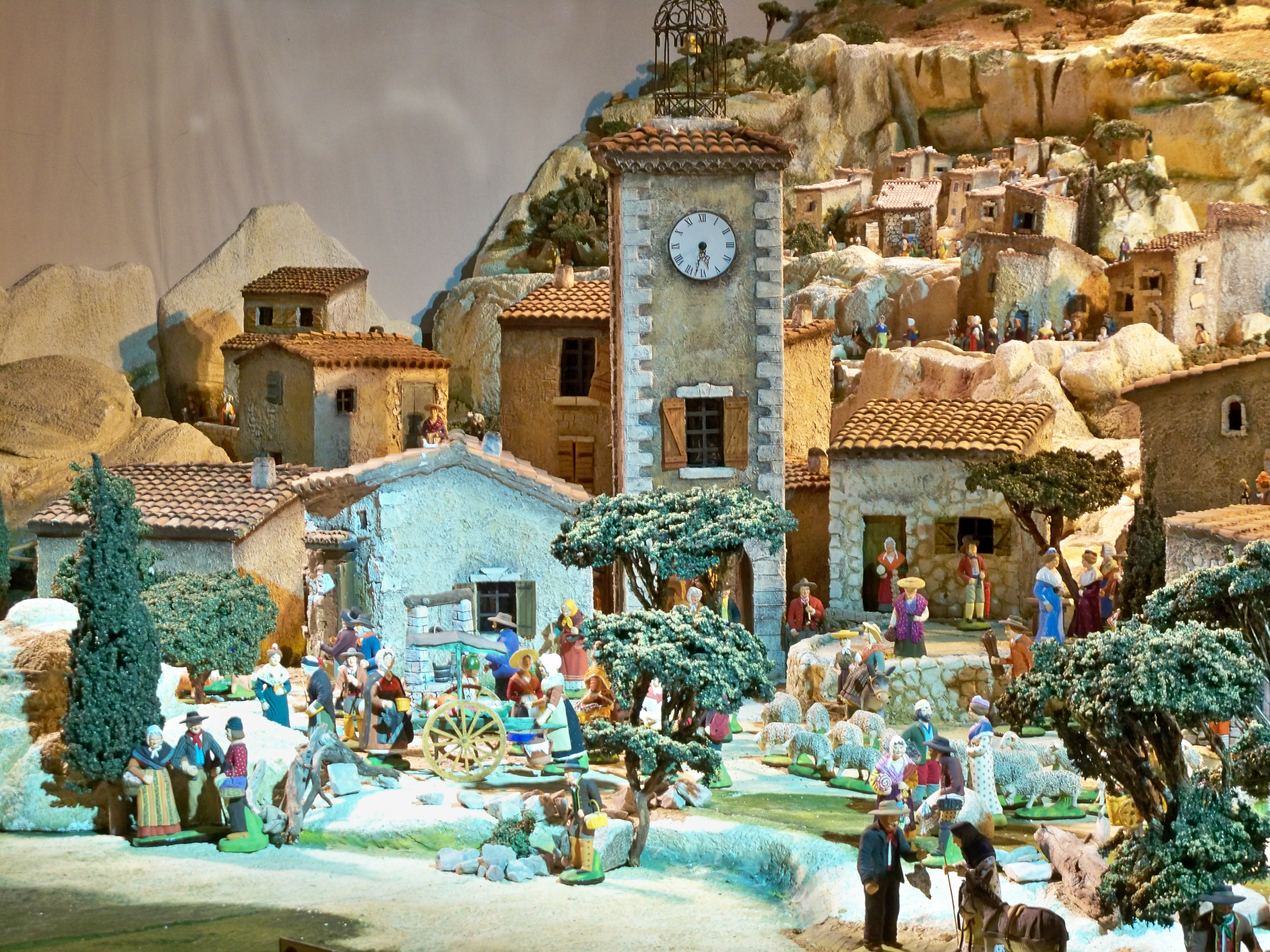
Presepio provenzale, ad Avignone, con i caratteristici santons del paese.

La tradizione provenzale vuole che la nascita del presepe sia da attribuirsi alla Madre Pica che già nel 1200 costruiva rappresentazioni di scene di vita religiosa in Provenza e in Linguadoca. Alcuni studiosi infatti, ritengono che la tradizione del presepe nacque proprio in Francia e che S. Francesco d'Assisi (a cui, per molti, si fa risalire le origini della tradizione del presepe) non fece altro che replicare questa tradizione con alcune significative varianti. Il presepe provenzale è comunque influenzato dai tratti del barocco italiano e non si sviluppò prima del settecento. Per ricreare i pastori si utilizzavano manichini lignei con mani, teste e piedi in terracotta o cera: segno evidente di una influenza dell'artigianato italiano. A livello storico la Rivoluzione francese spezzò la tradizione del presepe. Tradizione che riaffiorò prepotentemente ai tempi del concordato tra Pio VII e Napoleone Bonaparte. Il presepe entrò nelle case più umili anche grazie all'azione del figurinaio Jean Louis Lagnel, che produceva pastori di argilla, prodotti in stampi, a basso costo. Oggi queste statuine d'argilla, dette santons si trovano numerose in vendita, in tutti i mesi dell'anno nei negozi di souvenir per turisti.

### Il presepio nei paesi di lingua tedesca

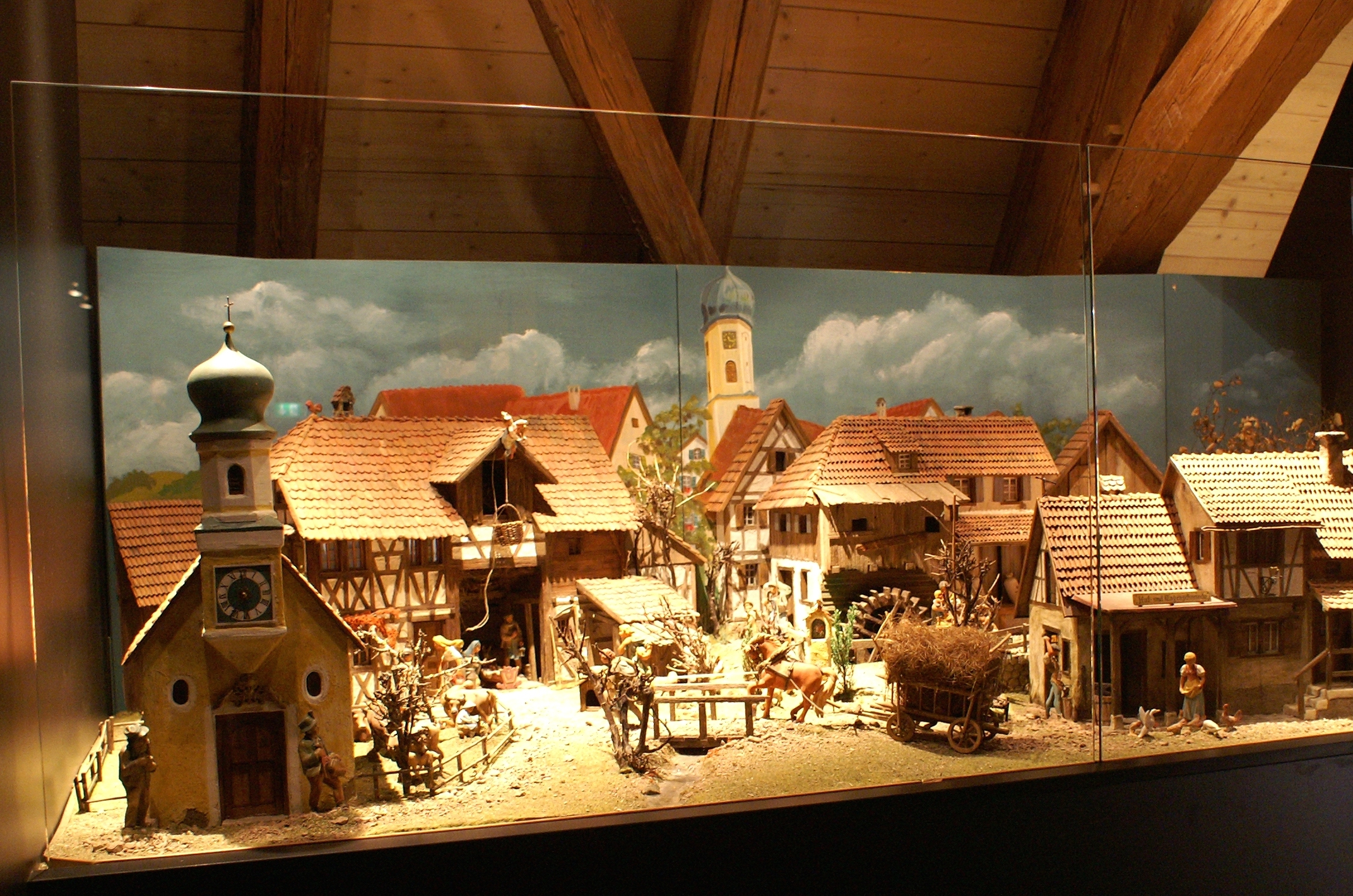
Un presepio tedesco, con le statuine in legno.

La tradizione del presepe nei paesi di lingua tedesca è molto sentita, anche perché leggenda vuole che nel Duomo di Colonia, in Germania, si trovino le spoglie dei Re Magi, qui trasportate da Milano dall'imperatore Federico Barbarossa nel 1164. In molte città come Monaco, Augusta, Norimberga si allestiscono nelle piazze dei veri e propri mercati di Gesù Bambino (letteralmente Christkindlmarkt). In questo rustico e caratteristico mercatino si vendono molti pastori e presepi veri e propri, oltre a dolciumi e decorazioni tipicamente natalizie.

### Il presepio nei paesi dell'est europeo

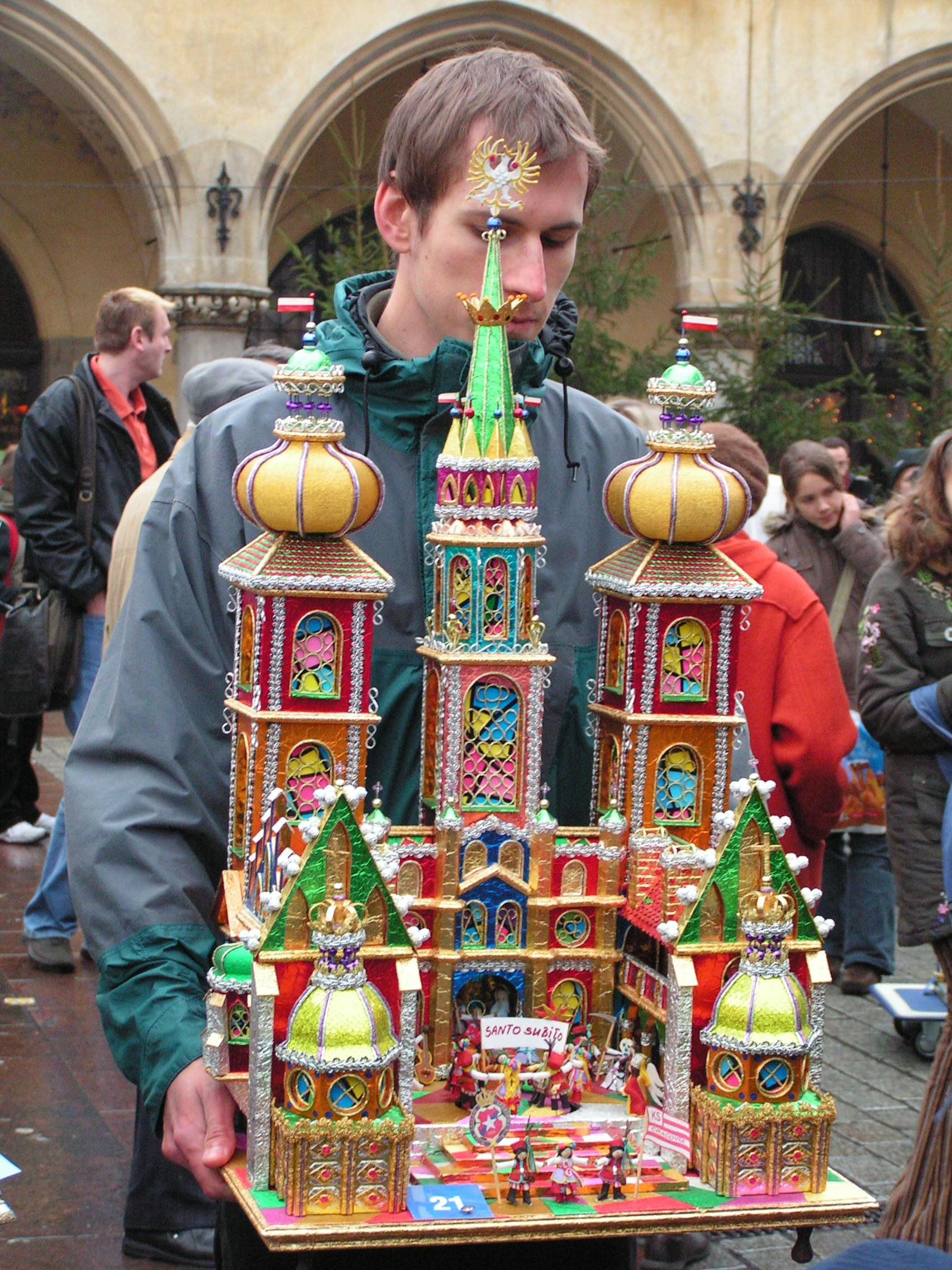
Presepio polacco a Cracovia.

Ai paesi dell'est europeo sono riconducibili quattro tradizioni diverse, rappresentate da quattro nazioni diverse: Ungheria, Russia, Polonia e Slovacchia. La tradizione ungherese vuole che il presepe, o Betlemme, si costruisca in una cassa a forma di chiesa o stalla e che sia trasportabile a mano. I personaggi che animano il presepe invece sono fatti di legno o carta o tutt'al più di ovatta e davanti a questa rappresentazione arde costantemente una candela votiva. Il presepe russo è costruito su due piani. Sul lato superiore vengono riprodotti i classici episodi della nascita del Cristo in una grotta; sul lato inferiore, invece, vengono riprodotte scene umoristiche di vita quotidiana e popolare. In Polonia, invece, tradizione vuole che il presepe abbia forma di una cattedrale ricoperta di carta stagnola colorata. Si compone di tre parti: una superiore dove angeli annunciano il tanto atteso evento della nascita del bambino Gesù, in quella centrale viene raffigurata la grotta con il bue e l'asinello, e infine la parte inferiore è costituita da rappresentazioni di contadini polacchi insieme ai Re Magi. Per quanto riguarda la Slovenia, infine, in ogni casa contadina si costruisce un presepio che adornerà un lato della casa definito per questo "sacro".

### Il presepe nel resto del mondo
Il presepio nei paesi dell'America Latina può essere definito un presepe folcloristico a cui si dà risalto il sole splendente e l'azzurro dei cieli, in quanto in questi Paesi il Natale ricade in piena estate. In questi luoghi il presepe si diffuse a causa dell'evangelizzazione degli "indigeni" da parte di gesuiti e sacerdoti portoghesi, spagnoli e francesi. In Africa invece, i primi presepi che si costruirono erano fatti di gesso e furono portati dai missionari. Con il passare del tempo il presepe africano si è arricchito di scenografie e materiali maggiormente di origine africana. Nei lontani paesi d'oriente il presepe si affermò soprattutto nelle varie oasi cristiane. Si narra che l'imperatore delle Indie Akbar (1556-1605), nonostante non si convertisse al Cristianesimo, provò sempre grande simpatia per questa arte che lasciò diffondere nel suo vasto impero.

## Il presepe in Italia
Anche in Italia il presepe ha delle varianti regionali. Per lo più, le diverse tradizioni presepistiche regionali si differenziano per i diversi materiali utilizzati e per l'ambientazione, urbana o di campagna, spesso ispirata al paesaggio locale.
Si dà, di seguito, una breve descrizione delle caratteristiche che distinguono le varie tradizioni presepistiche regionali; si indicano solo quelle che dispongono di studi adeguati o di altre fonti di informazione disponibili. Nelle regioni non citate del Centro e del Nord il presepio è ugualmente una tradizione molto sentita e diffusa, ma non sono disponibili testi che ne indicano le peculiarità locali. Per le regioni del Sud che non compaiono nel sottostante elenco, invece, la mancata citazione è effetto del grande prestigio e diffusione anche fuori dalla Campania del presepe napoletano. Non si citano qui i presepi viventi, ai quali è dedicata una voce apposita.
Il Museo nazionale delle arti e tradizioni popolari di Roma conserva una collezione di magnifici presepi di varie tradizioni regionali, tra cui uno marchigiano del XVII secolo e il grande presepe del re Carlo III di Borbone, realizzato secondo la tradizione napoletana con i pastori settecenteschi e ottocenteschi raccolti agli inizi del Novecento da Lamberto Loria.

### Presepe abruzzese
Caratterizzato da numerose sculture lignee realizzate sin dal XIII secolo, cultura radicata in tutti i principali borghi montani della regione. La tradizione prevede non solo l'allestimento di composizioni lignee, come le mostre di Lanciano e Atessa.

### Presepe bergamasco

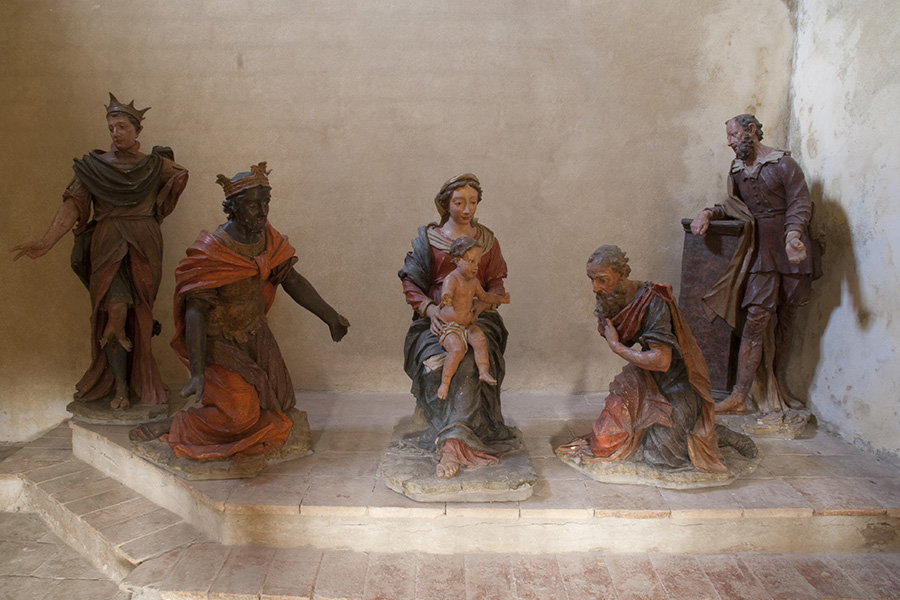
Adorazione dei Magi, terracotta policroma, santuario della Santissima Trinità di Casnigo (BG). Bottega bergamasca, tra il 1550 e il 1575.

Il presepe orobico è storicamente caratterizzato da una forte connotazione artigianale e dall’uso di materiali poveri sia per la creazione dei personaggi, sia per l’allestimento della scena.
Tradizionalmente il presepe viene allestito durante la prima decade del mese di dicembre, collocando le statuette su del muschio appena raccolto e realizzando un paesaggio semplice, dove le montagne sono dei ciocchi di legno; le radici degli alberi formano le grotte, qualche sasso oppure della farina di mais simulerà una strada. Solo la sera della vigilia di Natale, poco prima della messa di mezzanotte, il bambinello verrà adagiato nella mangiatoia, tra il bue e l’asino, adorato dalle figure inginocchiate di Maria e Giuseppe. La sacra rappresentazione verrà completata il giorno dell’Epifania, quando davanti alla grotta faranno la loro comparsa i Re Magi.
L’abitudine di allestire presepi nelle chiese del Territorio di Bergamo ha radici molto antiche ed è comprovata dall’esistenza di pregevoli gruppi statuari in terracotta del XVI secolo, oppure in stucco e legno dorato risalenti al 1600. Esistono inoltre alcuni esempi di presepi composti da figure in legno scolpito e con abiti in stoffa, realizzati nel 1800 ed utilizzati perlopiù nell’ambito ecclesiastico conventuale.
Sin dagli inizi del XIX secolo esistevano a Bergamo numerose botteghe artigiane dedite alla produzione di statue in gesso a soggetto religioso destinate alle chiese. Per diversi mesi ogni anno, tale lavorazione veniva sospesa per dare la priorità alla fabbricazione di statue da presepio.
I soggetti erano dapprima scolpiti nel legno da maestri artigiani e fungevano da modelli, da questi veniva ricavato uno stampo nel quale veniva versato il gesso liquido che solidificato dava vita alla statuina vera e propria. Una volta asciutte le statue venivano dipinte con colori vivaci. Tale attività era destinata principalmente alle donne che lavoravano presso la bottega.
Oltre ai soggetti di grandi dimensioni, destinati agli ambienti liturgici, venivano fabbricate anche statue più piccole dapprima commissionate dalle famiglie nobili o borghesi che iniziarono ad allestire il presepe nelle loro dimore. Attorno al 1920 queste stesse botteghe diedero inizio alla produzione "in serie" di piccole statuine per l'uso domestico. Il costo inferiore ne favorì la diffusione anche nelle case dei ceti meno abbienti.
Insieme ai soggetti biblici, rappresentati in un severo atteggiamento di raccoglimento e di preghiera, nel presepe bergamasco si possono trovare diversi personaggi riconducibili soprattutto agli umili lavori agricoli e pastorali.
Un esempio di presepe bergamasco è visibile presso il Museo permanente del Presepio a Dalmine. Si tratta di un presepio ambientato all'interno della corte di una cascina bergamasca in una fredda ed innevata notte invernale. All’interno dello stesso museo è ospitata anche la Bottega del Guelfo, l’ultima delle botteghe artigiane attive nel centro della città di Bergamo, che chiuse i battenti negli anni ’70 del Novecento. In questo modo ci si può addentrare nella ricostruzione di un’antica bottega di presepisti bergamaschi di fine Ottocento, dove le statue venivano realizzate e dipinte a mano.

### Presepe bolognese

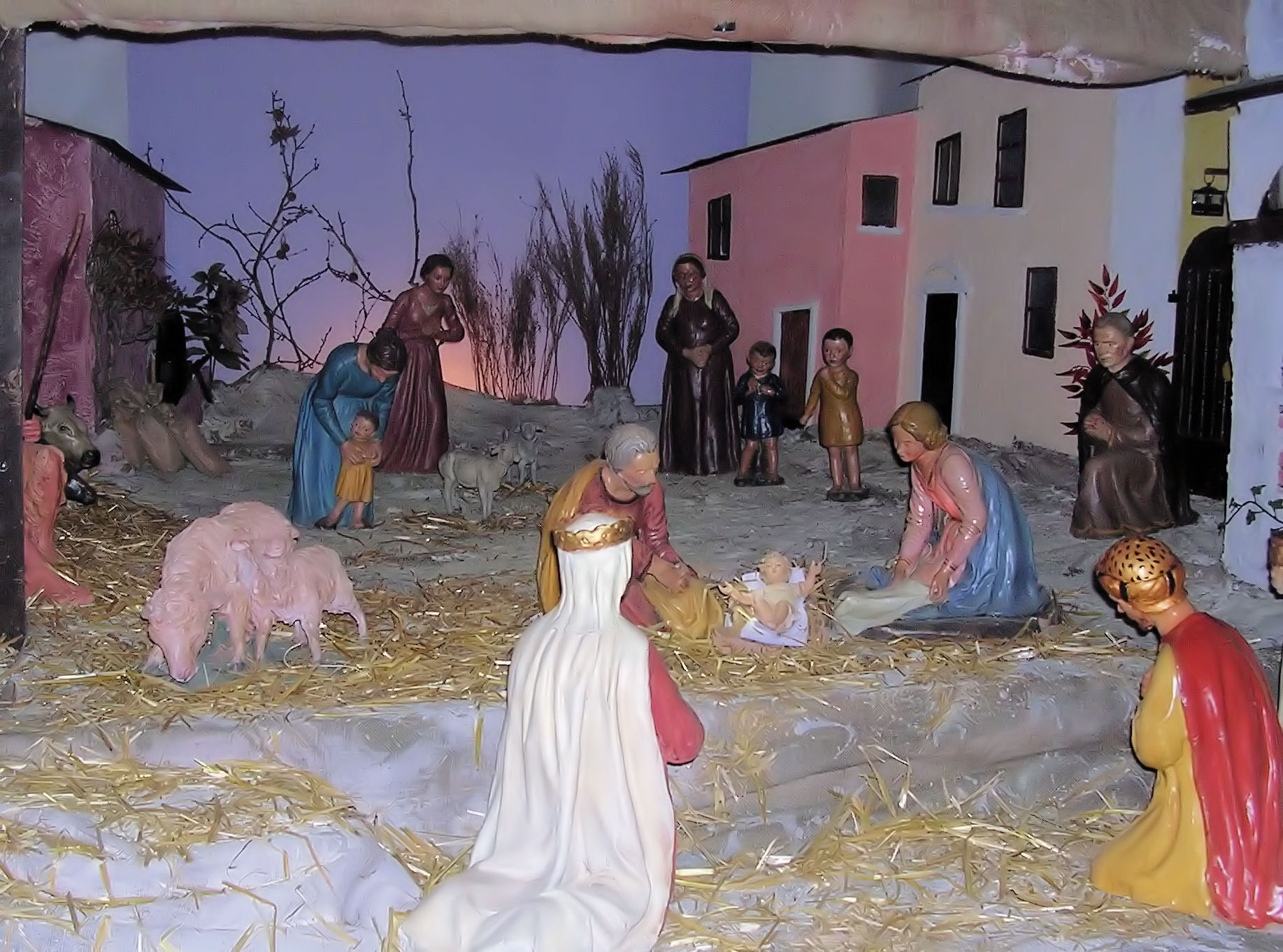
Un presepio bolognese, allestito nella Basilica di San Giacomo Maggiore.

Il presepe bolognese può vantare una tradizione plurisecolare che risale al XIII secolo. Si distingue da altre tradizioni presepistiche italiane, per esempio quella napoletana, perché i personaggi sono scolpiti o modellati per intero, abiti compresi. Non si tratta quindi di statue vestite, né di figurini con volto e mani di legno o ceramica e abiti di stoffa. Vari materiali possono essere impiegati, dalla terracotta alla cartapesta, dal legno al gesso, a seconda delle capacità dell'artista o dell'artigiano, del metodo di produzione e della clientela a cui è destinata la figura. Nella basilica di Santo Stefano a Bologna si conserva il più antico presepe al mondo con statue a tutto tondo risalente al XIII secolo.
Legata al presepe è la fiera detta di "Santa Lucia" che durante il periodo natalizio si svolge sotto il Portico dei Servi, in Strada Maggiore, dove si può acquistare ed ammirare tutto ciò che serve per allestire il presepe domestico.
Personaggi tipici del presepe bolognese sono: la Meraviglia (figura femminile che, in segno di stupore, agita le braccia), il Dormiglione (che dorme in un angolo appartato; corrisponde al siciliano Susi pasturi e al napoletano Benino) e, di recente, la Curiosa.

### Il presepe friulano e giuliano
La presenza del presepe a livello popolare nella tradizione del Friuli e della Venezia Giulia non è molto antica, anche per gli influssi del mondo germanico in cui si diffuse più ampiamente solo nel XVIII secolo. Veniva per lo più realizzato nelle chiese e nei monasteri. Nelle case del popolo lo troviamo più presente nell'area triestina rispetto a quella friulana. Tuttavia non mancano testimonianze antiche, come il presepe del convento delle Orsoline di Cividale del Friuli, che ancora viene esposto, in cui sono presenti statuine risalenti al XVIII secolo e forse alcune al XVII. Celebre è la tradizione del presepe nel paese di Sutrio, che nel 2022 ha avuto l'onore di allestire quello di Piazza S. Pietro a Roma. Quest'arte si è diffusa grazie alla passione di Gaudenzio Straulino detto Teno che dagli anni Cinquanta e per trentanni ha lavorato, ingrandendolo costantemente, ad un presepe interamente in legno e meccanico che rappresenta tutte le attività contadine e artigianali della Carnia. Degni di nota sono anche i presepi allestiti a Poffabro; quello che si è fatto ad Ara di Tricesimo su una vasta area aperta, per una tradizione nata nel 1976 dopo il terremoto e che è durata quarant'anni; quello verticale di Subit di Attimis, che riprende una tradizione medievale; il presepe allestito dai subacquei sul fondo del lago di Cornino a Forgaria nel Friuli.

### Presepe genovese

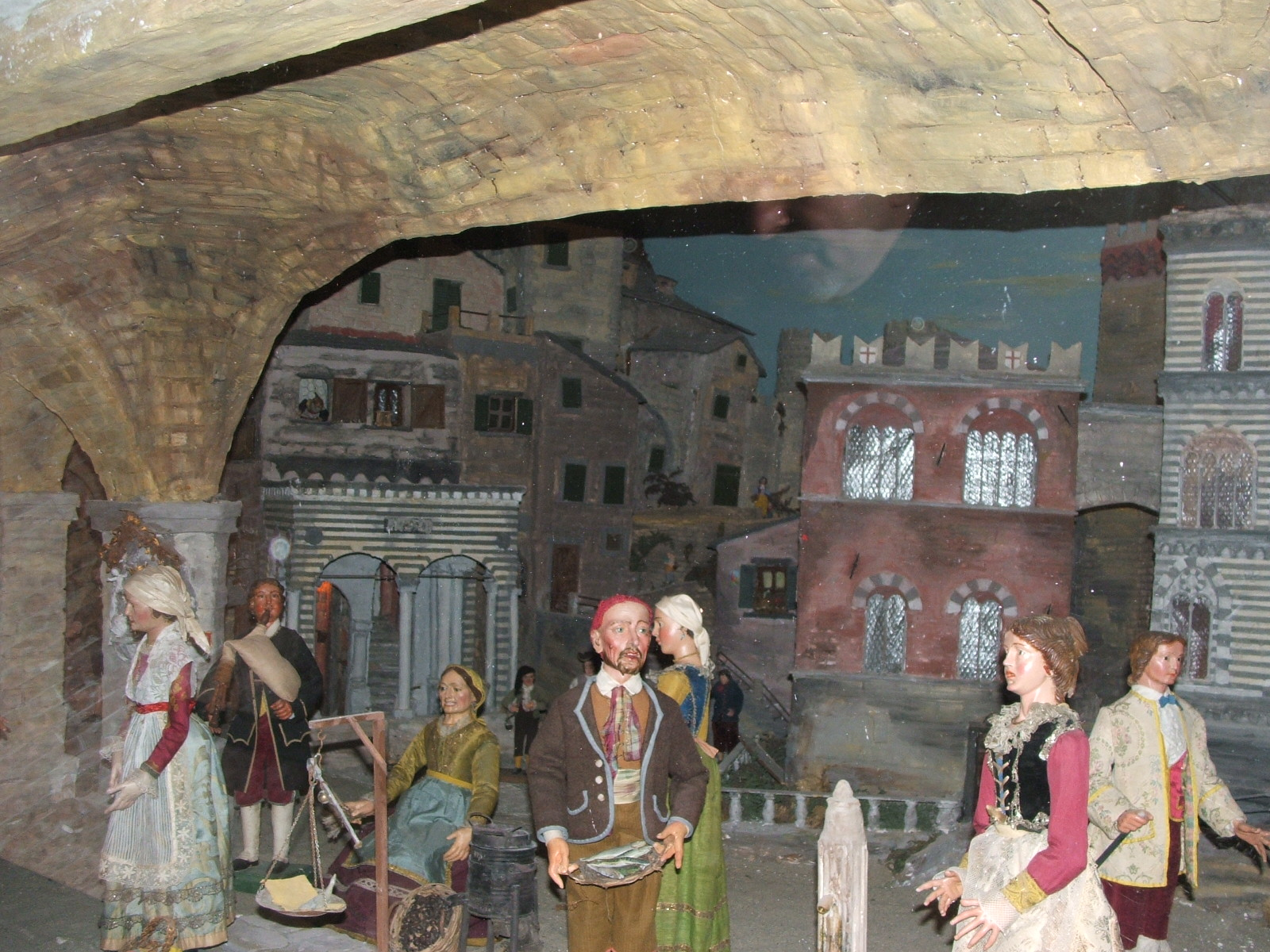
Un tipico presepio genovese: quello del Santuario della Madonnetta, in cui risalta l'ambientazione urbana e un pescatore.

Il presepe genovese vanta antiche e consolidate tradizioni, tanto da aver dato vita, nel Settecento, ad una vera e propria scuola, che si caratterizza per la minuzia e la pregevolezza dei materiali usati (dal legno alla ceramica, ma, anche, alla carta adoperata per produrre raffinate sagome disegnate) con cui - soprattutto nel passato - venivano rifinite nei minimi particolari le statuine.
Fra i più famosi scultori di presepi del Settecento, tra i più rinomati si segnala il genovese Anton Maria Maragliano; statuine della sua scuola si trovano nel presepe del Santuario di Nostra Signora di Carbonara ("Madonnetta"), tra i più significativi presepi genovesi, organizzato a scena fissa. È di ambientazione prevalentemente urbana (con i tipici carrugi, ossia vicoli del centro genovese). Una considerevole collezione di statue originali del Maragliano (più di un centinaio) è conservata nel Museo del Presepe di Imperia.
Fra gli altri presepi genovesi, di assoluto pregio sono, inoltre, quello della cattedrale di San Lorenzo (con l'importante gruppo marmoreo della Natività) e quello della chiesa di Santa Caterina in Portoria. Tra i presepi recenti, si ricorda quello del Santuario del Bambino Gesù di Praga, ad Arenzano, centro di produzione di ceramica, non distante da Genova. È opera dello scultore Eliseo Salino.

### Presepe marchigiano
Antichissima è l'usanza del presepe nelle Marche, risalente ai primi anni del XIII secolo, tempo in cui San Francesco frequentava la regione e al suo passaggio sorgevano ovunque conventi, che erano il fulcro della diffusione di questa tradizione sacra.

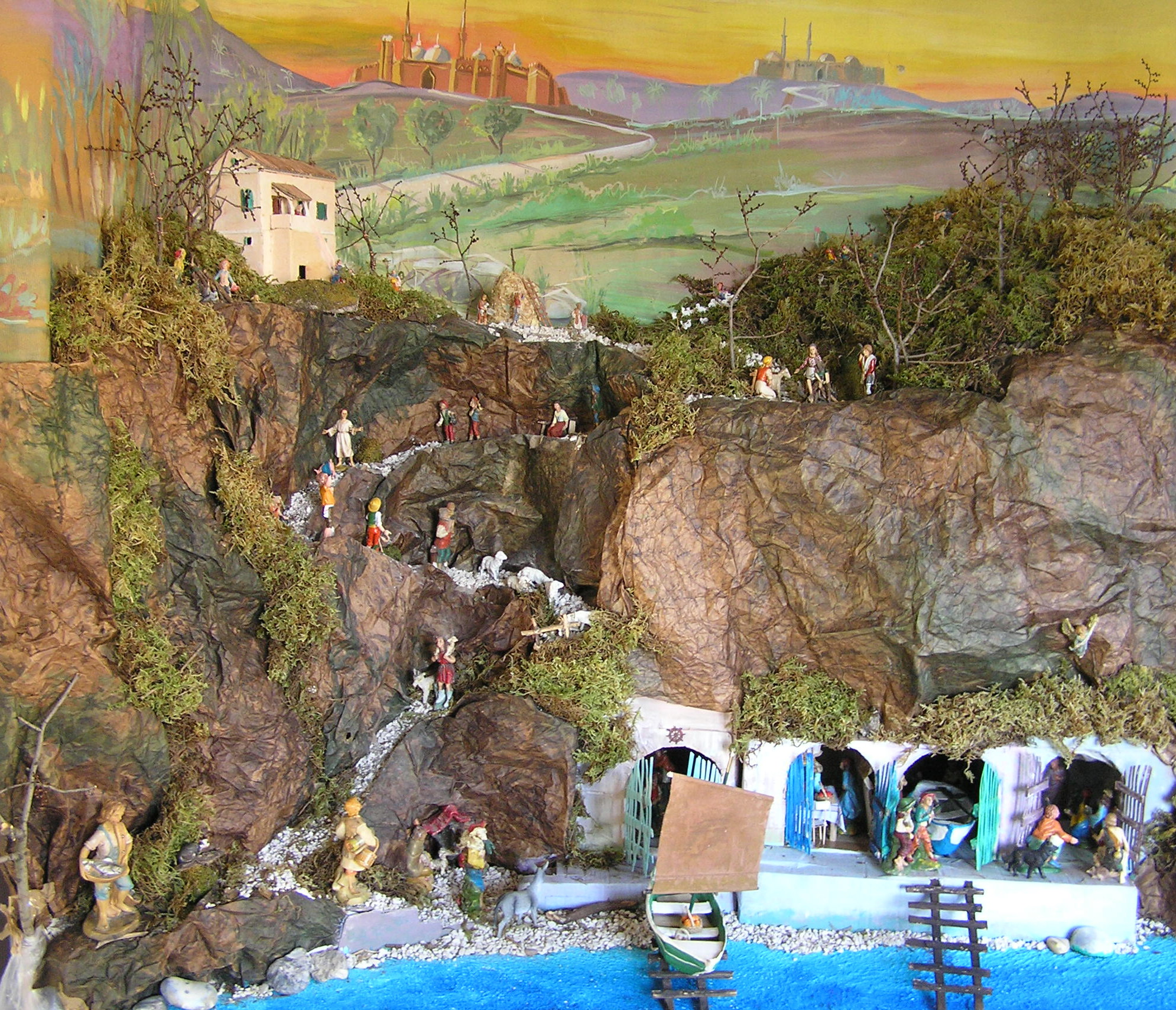
Presepio marchigiano ambientato tra campagna e grotte del Passetto.

Il presepio dell'Oratorio di San Giuseppe di Urbino, di Federico Brandani.

Il presepe tradizionale marchigiano è tipicamente ambientato in una campagna simile a quella delle colline marchigiane, con elementi orientaleggianti che suggeriscono la Palestina, e dall'uso di pupi (statuine) di terracotta, cartapesta o in gesso, senza applicazione di vestiti in stoffa, che rappresentano pastori e contadini. La semplice immaginazione popolare, per immaginare la Palestina dei tempi di Gesù, non poteva fare altro che ispirarsi ai borghi e alle frazioni più remote, come ben descritto dal poesta dialettale Duilio Scandali nel "Vangelo de mi nona"
Nei centri costieri marchigiani, a volte, i presepi hanno un'ambientazione marina e ai pastori si sostituiscono i pescatori, mentre nella zona appenninica i presepi si fanno più rupestri. Date queste ambientazioni, sono del tutto assenti le affollate rappresentazioni di botteghe, bancarelle e osterie, come pure ogni forma di sfarzo; frequenti invece le raffigurazioni di semplici attività agresti e pastorali e le riproduzioni di scene di vita tradizionale di campagna o di piccolo paese. L'erba è rappresentata utilizzando il muschio raccolto nei boschi e gli alberi vengono realizzati tagliando da alberi e arbusti i rami con le ramificazioni più fitte.
Tra i più noti presepi artistici della regione ci sono: il presepio dell'Oratorio di San Giuseppe ad Urbino, di Federico Brandani, (in stucco, tufo e pietra pomice, del 1555) e il presepe monumentale di Fermo, all'interno del Monte di Pietà. Da ricordare anche i grandi presepi che vengono allestiti a Loreto (i maggiori nei dintorni della Basilica della Santa Casa), a Fano (nelle cantine di Palazzo Fabbri), a Filottrano (nella chiesa di Santa Maria degli Angeli) e a Tolentino (nel convento di San Nicola).
Al Museo delle arti e tradizioni popolari di Roma e al Museo Pinacoteca della Santa Casa di Loreto sono presenti figure di presepi marchigiani del Settecento.
Nel sud della regione, a partire dal Settecento, esiste una tradizione artistica di produzione di pupi da presepe in terracotta; emerge in Ascoli la figura dei pupari Domenico ed Emidio Paci, attivi tra fine del Settecento e metà dell'Ottocento, che lavorarono, oltre che in tutte le Marche, anche in Umbria, realizzando nel 1830 il presepio in stucco nella Cappella della Natività della Basilica di Santa Maria degli Angeli di Assisi.

### Presepe napoletano

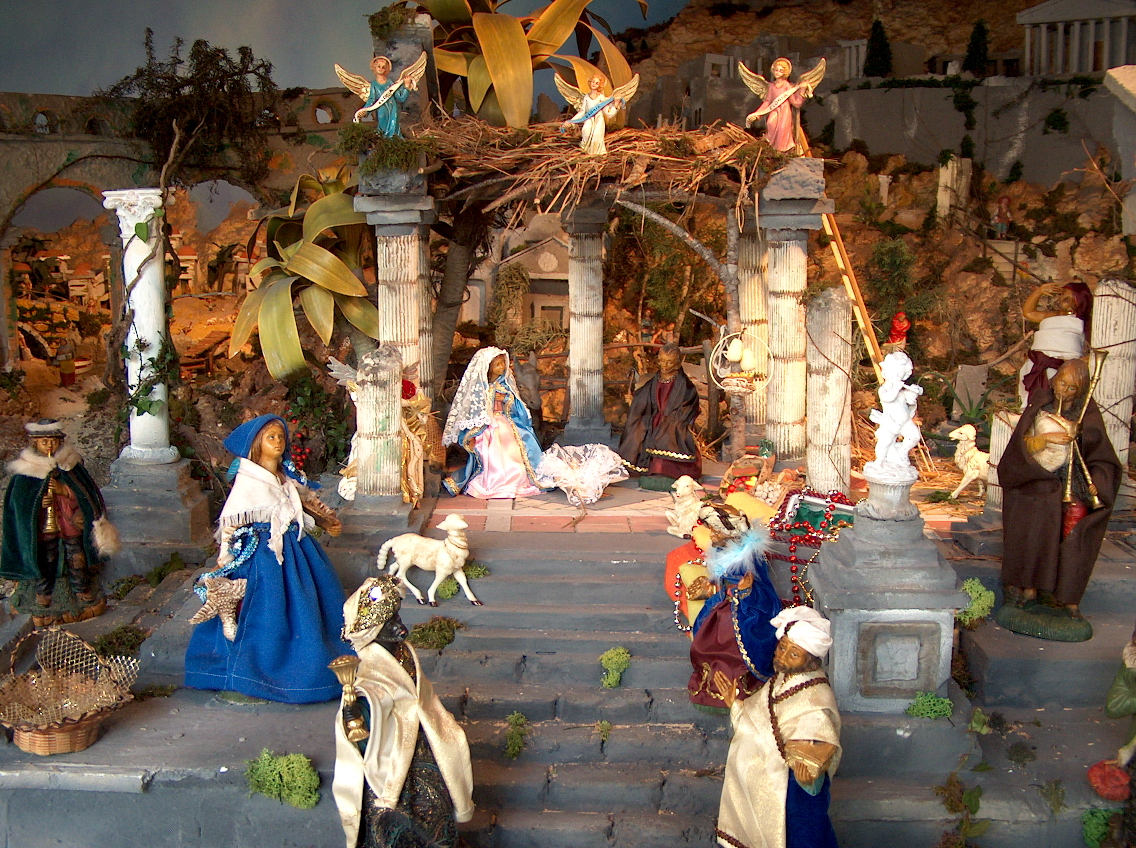
Presepio napoletano a Maiori (SA).

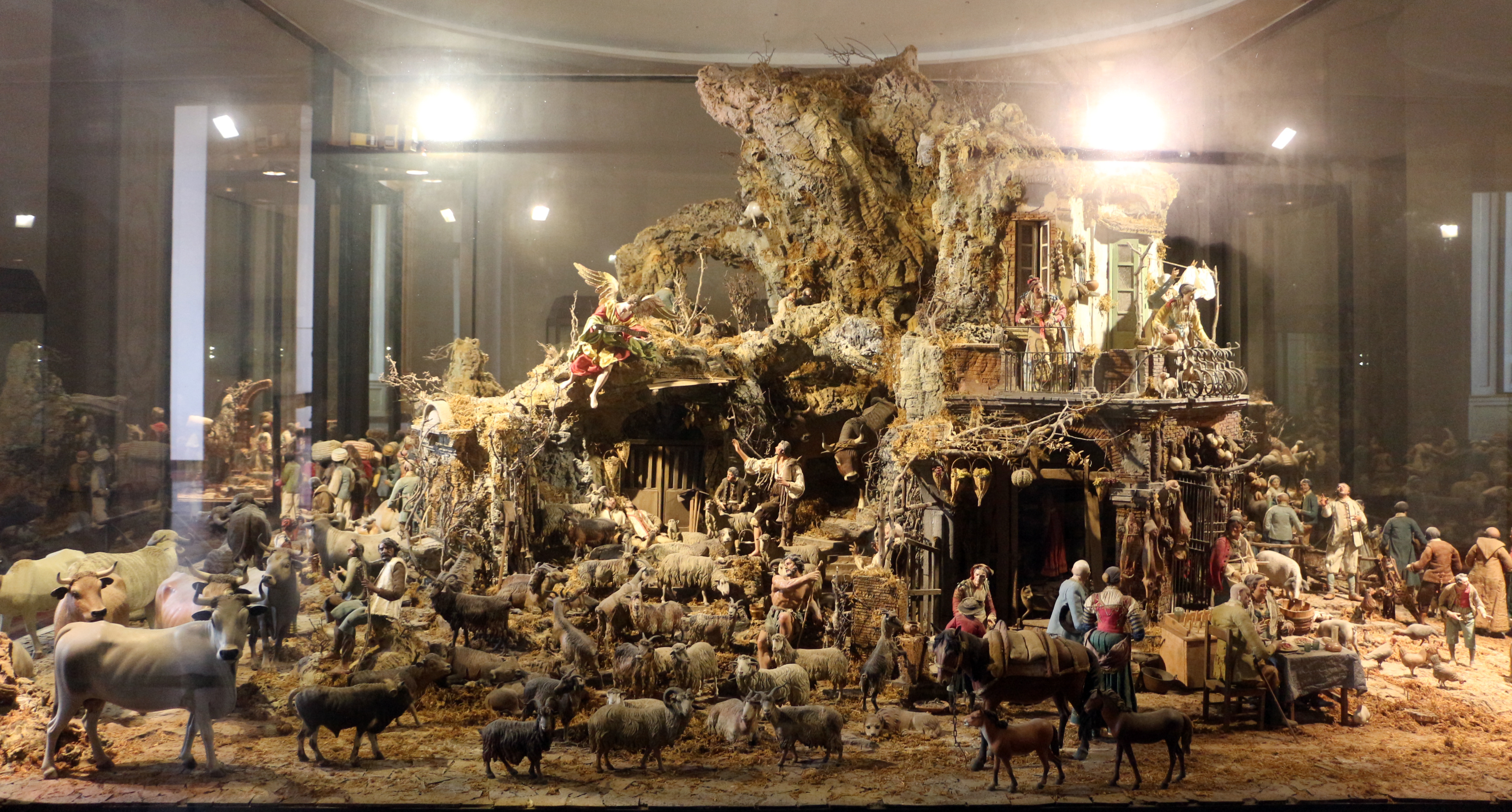
Presepio Reale 1790-1850 ca, Reggia di Caserta.

Il presepe napoletano, o partenopeo, è diffuso in tutta l'Italia meridionale, a volte adattato alla tradizione locale, come in Puglia e in Sicilia. Si caratterizza per lo sfarzo, la spettacolarità, l'affollamento di figure, l'ambientazione urbana, la riproduzione di scene molto elaborate, come la cavalcata dei Magi. Le statue di pastori sono in terracotta. L'uso della terracotta quasi scomparve a seguito del travolgente successo del pastore in plastica che garantiva produzioni in larga scala e prezzi più bassi. Intorno al 1969 quando sembrava esser scomparso, il pastore in terracotta fu riproposto con enorme successo da un "pastoraro", Nicola De Francesco, che seppe recuperare le tecniche d'esecuzione e riconsegnare al popolo napoletano una tradizione che rischiava altrimenti di sparire.

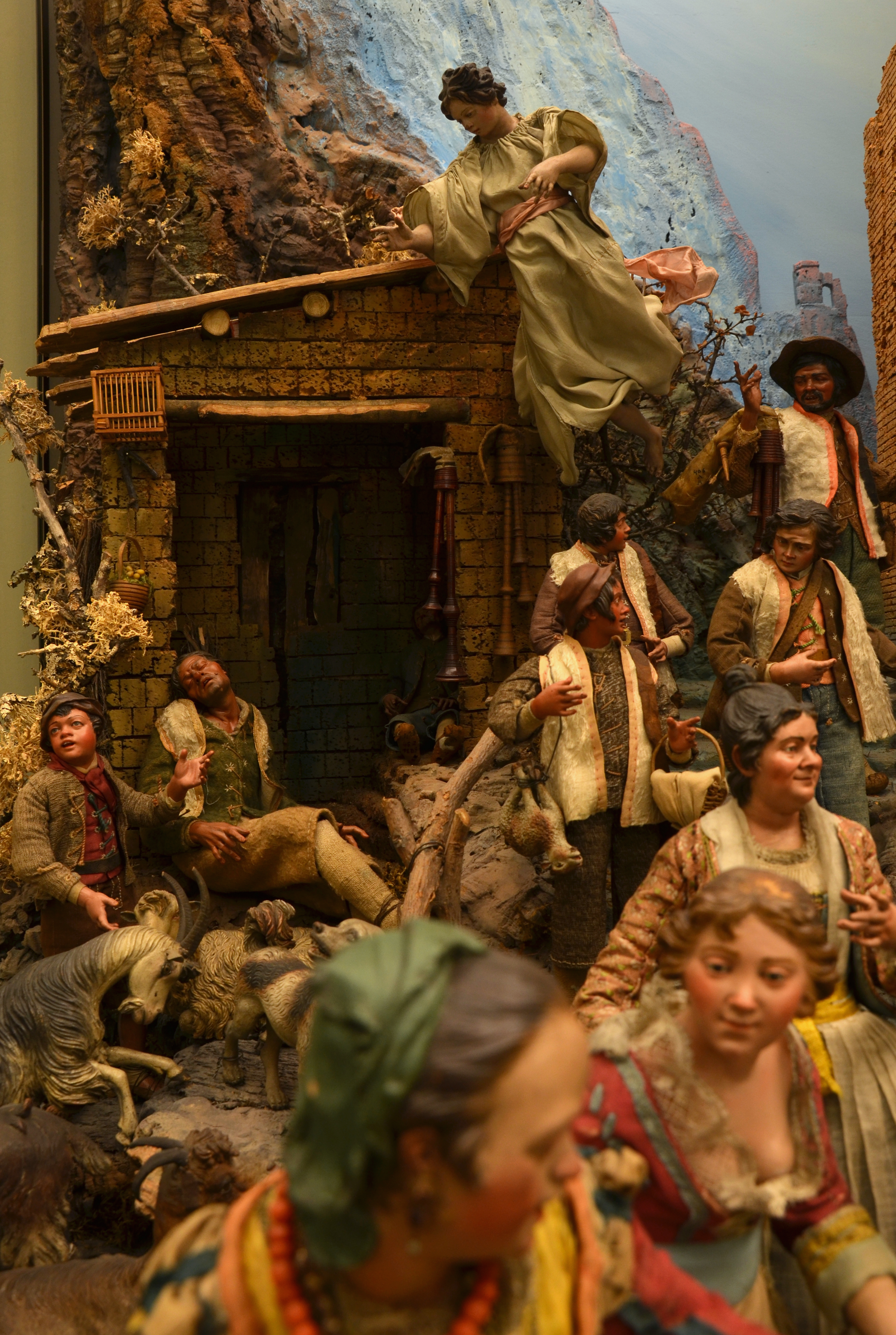
Un tipico presepio napoletano, affollato e pittoresco: si tratta di quello conservato al Museo delle Belle Arti di Rouen.

Via San Gregorio Armeno è la strada del centro storico di Napoli, celebre per le botteghe artigiane di presepi. Al grande pubblico, questa strada, è nota anche come "via dei presepi" o "via dei pastori". Qui botteghe artigianali realizzano, ormai durante tutto il corso dell'anno, statuine per i presepi, sia tradizionali che originali; solitamente ogni anno gli artigiani più eccentrici realizzano statuine con fattezze di personaggi di stringente attualità che magari si sono distinti in positivo o in negativo durante l'anno.
Personaggi tipici del presepio napoletano sono:
- Benino[66] o Benito, pastorello che dorme beato e che si immagina dia origine al presepe sognando; corrisponde al bolognese Dormiglione e al siciliano Susi Pasturi;
- il vinaio, che ricorda l'eucaristia;
- Cicci Bacco retaggio dell'antica divinità pagana, Bacco, dio del vino[67];
- il pescatore ricorda simbolicamente San Pietro, pescatore di anime[68];
- zi' Vicienzo e zi' Pascale, compari, sono la personificazione del Carnevale e della Morte;
- il monaco, simbolo di un'unione tra sacro e profano che si realizza nel presepe napoletano;
- la zingara[69], giovane donna, con vesti rotte ma appariscenti, che prevedendo il futuro, predice la passione di Gesù;
- Stefania, una giovane che, quando nacque il Redentore, si incamminò verso la Natività per adorarlo e riuscì nel suo intento solo grazie al suo ingegno e ad un intervento miracoloso;
- la meretrice, contrapposta alla purezza della Vergine, si colloca nelle vicinanze dell'osteria;
- i venditori sono almeno dodici, e rappresentano i mesi dell'anno: Gennaio macellaio o salumiere; Febbraio venditore di ricotta e formaggio; Marzo pollivendolo e venditore di uccelli; Aprile venditore di uova; Maggio rappresentato da una coppia di sposi recanti un cesto di ciliegie e di frutta; Giugno panettiere o farinaro; Luglio venditore di pomodori; Agosto venditore di cocomeri; Settembre venditore di fichi o seminatore; Ottobre vinaio o cacciatore; Novembre venditore di castagne; Dicembre pescivendolo o pescatore.

Tra i più interessanti presepi napoletani si ricordano: il presepio Cuciniello, al Museo nazionale di San Martino, il presepio della Reggia di Caserta, il presepio del Museo Irpino di Avellino, il presepe dell'Abbazia di Montevergine. In tutto il mondo, però sono conservati ed esposti nei vari musei antichi presepi napoletani; tra questi si ricordano quello del Museo nazionale bavarese di Monaco di Baviera, quello del Museo di Arte sacra di San Paolo del Brasile, quello del Metropolitan museum di New York e quello del Museo delle Belle Arti di Rouen, di cui è riprodotta una scena nella foto a fianco. Al museo di arti e tradizioni popolari di Roma è conservato il "presepe del Re", napoletano, realizzato con i pastori settecenteschi e ottocenteschi. Tra i più noti modellatori settecenteschi di statuine per il presepe napoletano ci sono: Matteo Bottigliero, Francesco Celebrano, Francesco Citarelli, Salvatore Di Franco, Andrea Falcone, Lorenzo Mosca. Tipiche del presepe napoletano sono le minuterie, minuscoli oggetti che contribuiscono ad arricchire e a definire le scene. Di recente scoperta è la Collezione SAME, che contiene una serie di presepi in miniatura creati nella seconda metà del Novecento a Castellammare di Stabia: si tratta dei presepi napoletani più piccoli del mondo, tra cui un presepe in seme di canapa di 2,8 mm candidato al Guinness dei Primati.

### Presepe pugliese
Il presepio pugliese è caratterizzato dalle figure artistiche in cartapesta, cui spesso si affiancano elementi architettonici ed addirittura vegetali realizzati con lo stesso materiale. La produzione di statue e statuine cartapesta è tipica del Salento e di Lecce in particolare. La tradizione è viva ancora oggi.
La tradizione di statuine da presepio in cartapesta risale al Settecento. Fu il leccese Mesciu (maestro) Pietru de li Cristi, soprannome di Pietro Surgente (1742-1827) ad inaugurare la tradizione, poi seguita dai grandi cartapestai nell'800, quasi tutti ricordati con il loro soprannome. Interessante è il contributo di coloro che praticavano come professione principale quella del barbieri, che nelle ore libere modellavano sia cartapesta sia creta, usando stampi appositi.
Tra i presepi leccesi più noti si ricordano quello dell'Istituto Marcelline (1890 - di Manzo e De Pascalis ed Agesilao Flora) e i due conservati all'interno del municipio: uno del Guacci e l'altro di Michele Massari.

### Presepe romano

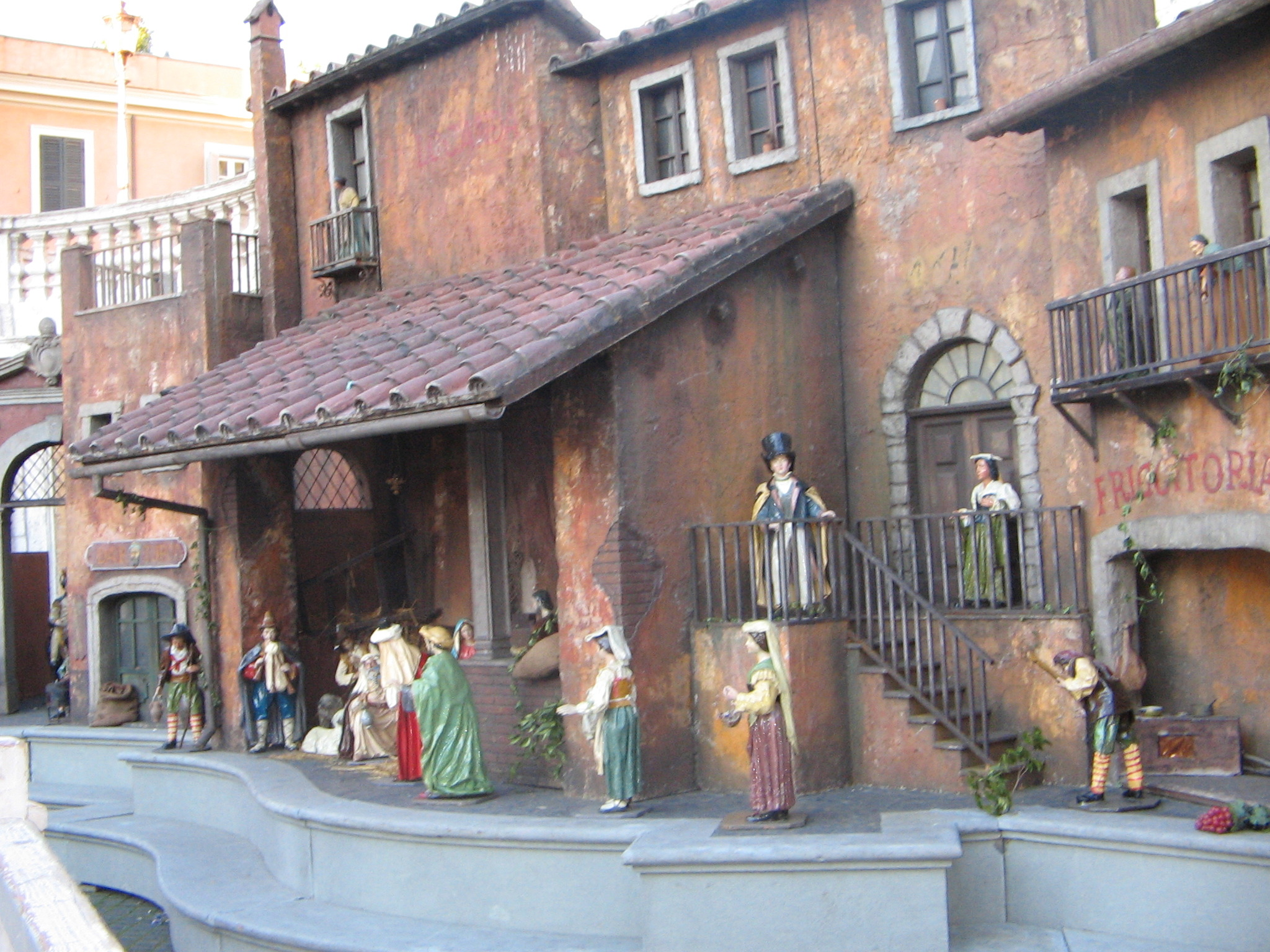
Un tipico presepio romano: quello della scalinata di Trinità dei Monti, a Roma.

Tipica dei presepi romani è la presenza nel paesaggio di scorci della campagna romana con pini domestici e olivi, casali rustici, locande di campagna e rovine romane di acquedotti e resti monumentali. Il paesaggio riprodotto illustra la vita semplice e povera dei dintorni di Roma, con pastori, greggi, contadini al lavoro con i loro animali. Solo nella grotta, in sughero, si nota un po' di sfarzo, essendo essa sovrastata da una folla di angeli in volo, formanti nove cerchi concentrici.
Dalla seconda metà del Novecento, all'ambientazione tradizionale si affianca la riproduzione di zone della Roma sparita; di tal genere è il visitatissimo presepio allestito nella Scalinata di Trinità dei Monti, di cui si riproduce qui a destra uno scorcio.
Il più noto presepe romano è quello della Basilica di Santa Maria in Aracoeli, dove era specialmente venerata la statua del Bambinello del XV secolo, ora sostituita dopo il furto del 1994. Davanti a questo presepio tutti i bambini sono ammessi a recitare una breve poesia o un piccolo sermone.
Un presepe romano ad esposizione permanente è il presepe dei Netturbini, realizzato nel 1972 nella sede zonale 9/B di AMA nel quartiere Aurelio di Roma.
Nel 1982, papa Giovanni Paolo II inaugurò la tradizione di allestire un presepio in Piazza San Pietro, in occasione del Natale. Nel 2006, il presepe vaticano si è arricchito con 17 nuove figure, fatta in legno di abete, scolpite in Trentino-Alto Adige, a Tesero, tipiche dei presepi alpini. Quello del Vaticano non è dunque un tipico presepio della tradizione romana, in omaggio all'universalità del cattolicesimo. È presente anche una locanda, che simboleggia il materialismo. Nove statue sono del 1842, anno in cui Vincenzo Pallotti le ha donate alla Chiesa
Altra notevole tradizione romana legata al presepio è la benedizione che il papa impartisce alle statuine del Bambino Gesù, che i ragazzini di Roma portano in Vaticano l'ultima domenica prima del Natale e che poi collocano nel proprio presepio domestico.

### Presepe sardo
Il presepe in Sardegna è detto anche su Naschimentu, su Nascimentu o sa Paschixedda (piccola "Pasqua" di Natale) e ha una tradizione che si ricollega al mondo francescano e cappuccino.
Inizialmente poveri di personaggi, i presepi dei tempi passati erano improntati all'essenzialità: c'erano solo il bambin Gesù, Maria, san Giuseppe, il bue e l'asinello e qualche pastore con le sue pecore; lentisco, mirto, rami d'ulivo e muschio facevano da scenario. Il presepe dei frati cappuccini di Cagliari, datato 1948, quello di Olmedo, realizzato con la pasta di pane, quelli realizzati in sughero e quelli più moderni, sommersi nei fondali marini o assemblati con materiali di riciclo, esprimono il talento degli artigiani sardi.

### Presepe siciliano

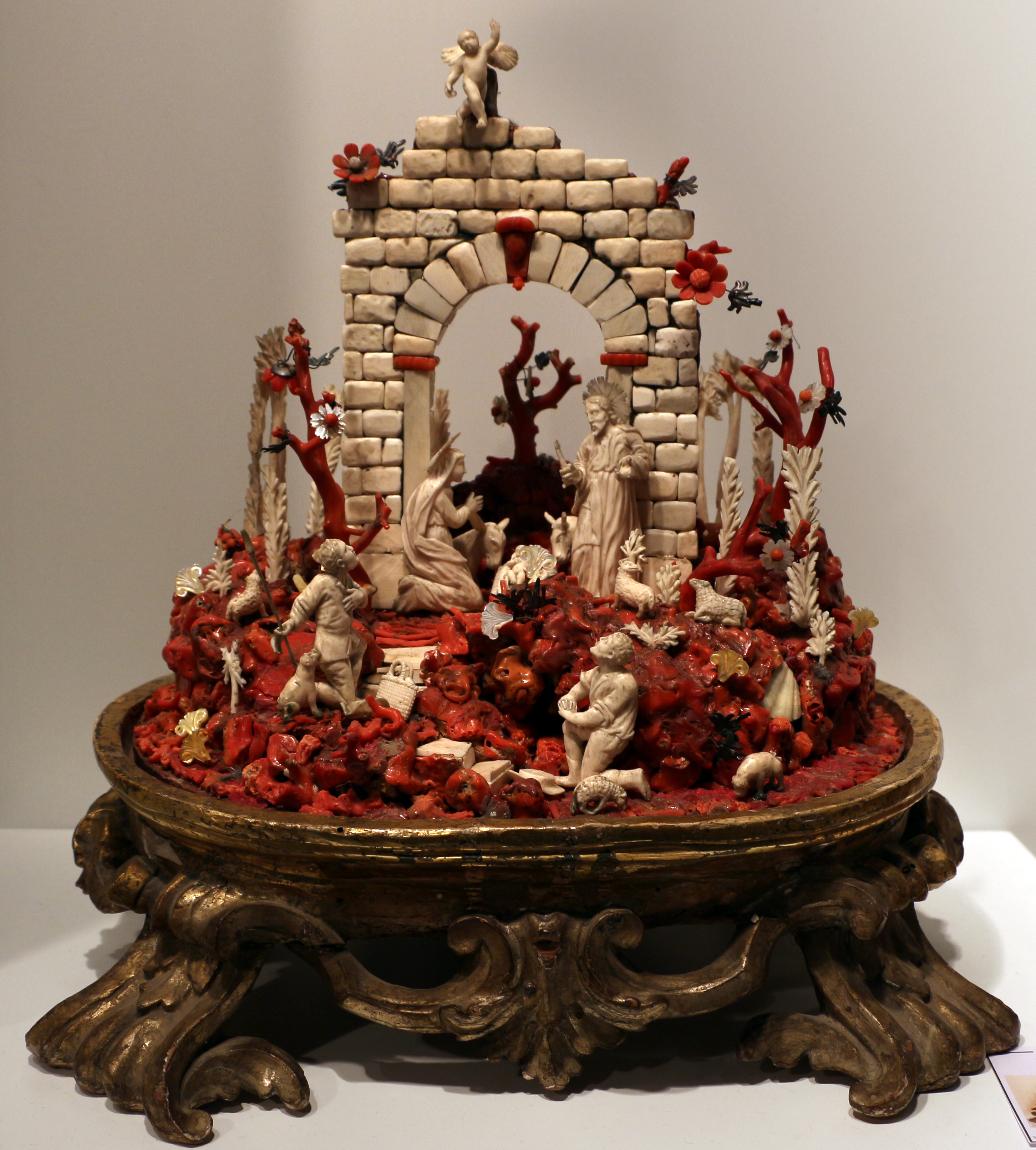
Presepio trapanese in corallo e avorio del 1700.

Il presepe siciliano ha una sua originalità, anche se sono evidenti gli influssi della scuola napoletana per la riproduzione di scene di vita quotidiana locale. A volte anche la tecnica è influenzata da quella napoletana, quando le figure vengono realizzate con anima in legno e fil di ferro e con vestiti di stoffa. Le aree in cui è più viva ed originale la tradizione del presepio sono quelle di Palermo, Siracusa, Trapani e Caltagirone. Particolarità siciliane sono l'uso della ceroplastica per realizzare le figure (usanza propria di Palermo e Siracusa) e l'uso di accessori d'oro e d'argento nella statuina del Bambino Gesù.
A Trapani i maestri trapanesi erano usi realizzare per le chiese e le dimore della ricca nobiltà dei secoli XVII e XVIII singoli pastori o composizioni presepiali di varie dimensioni, con gli stessi materiali con i quali erano soliti creare piccole sculture e statuine votive. Tipico è l'uso di materiali nobili come il corallo, affiancato all'avorio, alla madreperla, all'osso, all'alabastro e alle conchiglie. Alcuni tra i più preziosi sono oggi custoditi al museo Pepoli. A Caltagirone, dove è presente un'antica tradizione di produzione di ceramica, i presepi sono realizzati in terracotta. Tipica siciliana è la produzione di statuine in legno con vestiti in stoffa immersa in un bagno di colla che li rende rigidi e brillanti. Tra i capiscuola siciliani dell'arte dei presepi si deve ricordare Gaetano Zumbo, abile ceroplasta; un suo presepio in cera è esposto al Victoria and Albert Museum di Londra. Un presepe barocco trapanese, realizzato da Giovanni Antonio Matera, è ammirabile al Museo etnografico siciliano Giuseppe Pitré.
Personaggi tipici del presepe siciliano sono: Susi Pasturi, che, in mezzo all'animazione generale, dorme su un'amaca (corrisponde al napoletano Benino e al bolognese Dormiglione), lo sbaundatu o scantatu ra stidda, che è il primo ad avvistare la stella cometa (corrisponde al calabrese 'u mmagatu di stii), Zu Innaru (Zio Gennaio), che è un vecchietto che si riscalda di fronte ad un fuoco acceso.

### Presepe trentino ed altoatesino

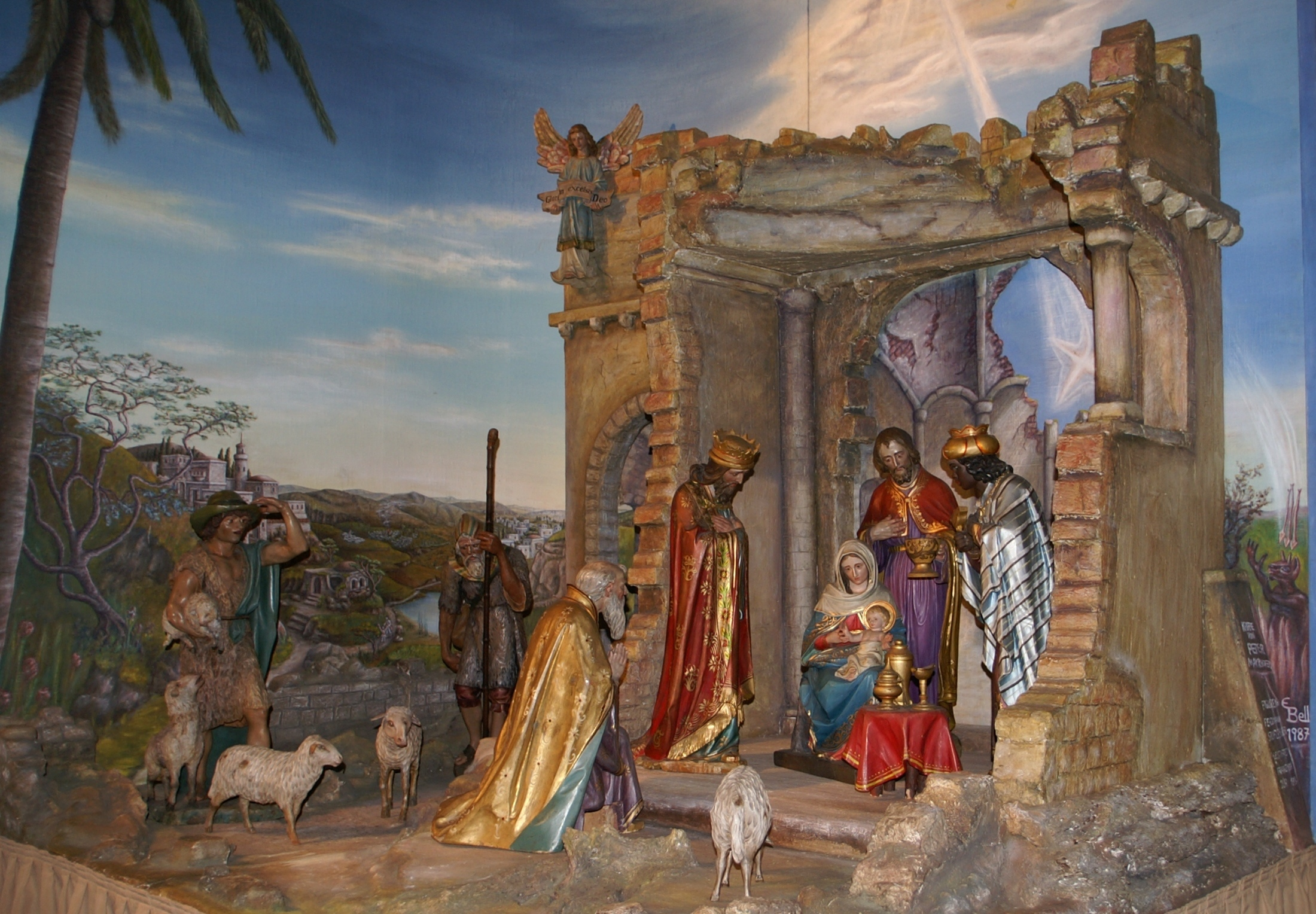
Valgardena: un presepe in legno

La tradizione del presepio del Trentino-Alto Adige ha una storia secolare ed è legato all'artigianato della scultura del legno, attiva in molte località, ma specialmente in Val Gardena e a Tesero, in Val di Fiemme; il legno usato è quello del pino cembro.
Si ricordano alcuni importanti presepi del Trentino-Alto Adige: nel Museo diocesano di Bressanone sono allestiti tipi presepi della regione, naturalistici e scenografici; da segnalare quello di Franz Xaver Nissl, del 1790 e altri del XVIII e XIX secolo; a Miola un'usanza ventennale prevede che i tanti presepi allestiti in famiglia vengano posti in luoghi visibili dai visitatori, che possono così avere una rassegna della tradizione presepistica trentina; a San Sigismondo, nella chiesa, è conservato un presepe del 1390, tra i più antichi del mondo a figure mobili.

### Il presepe vivente
La tradizione del presepe vivente, sulla scia della prima rievocazione francescana, è diffusa in tutta la penisola. Nel presepe vivente viene proposta una breve rappresentazione teatrale che rappresenta, in una scenografia dedicata, la nascita di Gesù.

## Aspetti commerciali e turistici

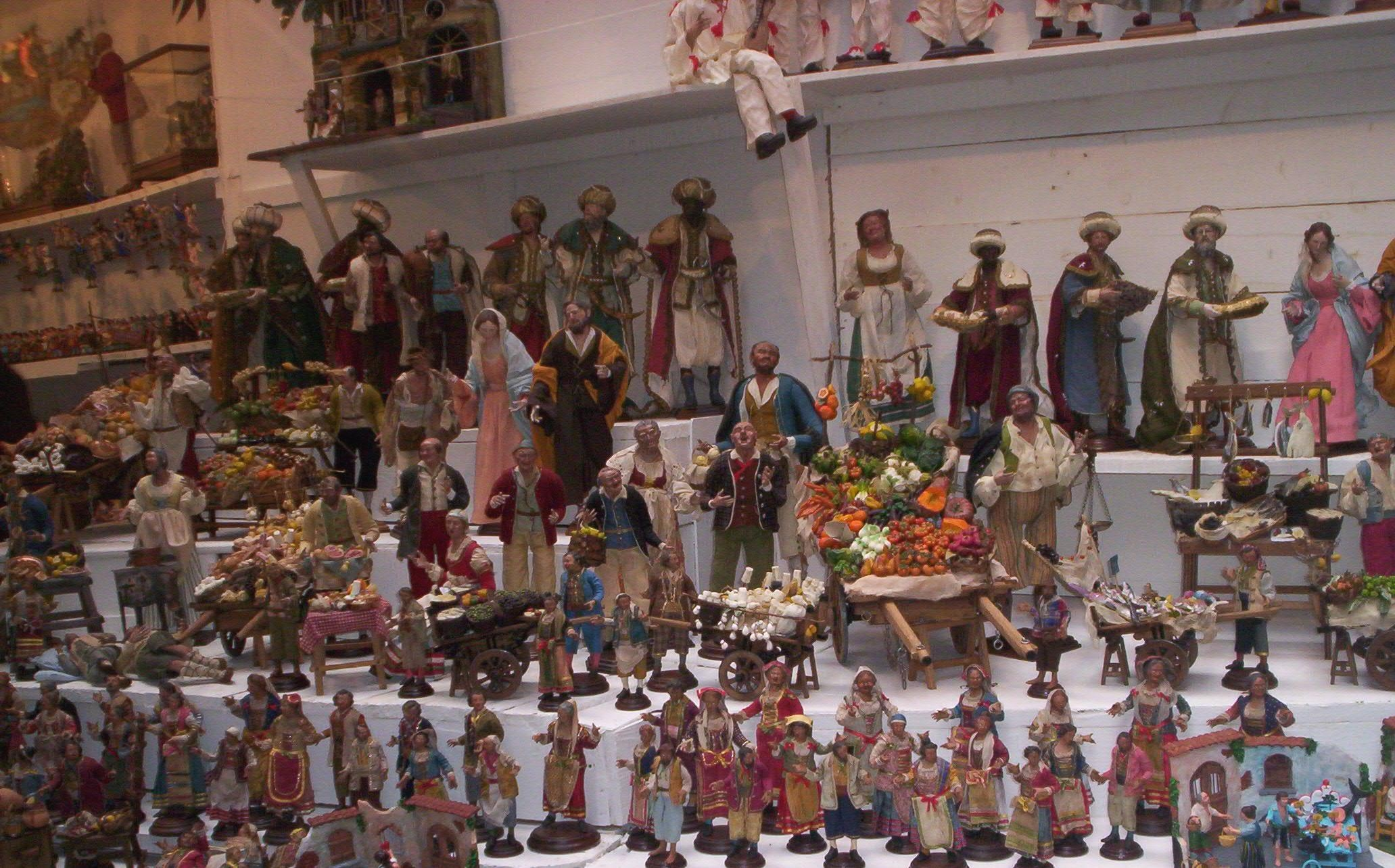
Alcuni personaggi tipici del presepio a San Gregorio Armeno.

Da anni, ormai, vengono costruite ogni sorta di statuette per la rappresentazione della nascita di Gesù: angeli, pastori, Re Magi ed altri personaggi, creando così un vero e proprio mercato a livello mondiale. Di statuette se ne possono trovare di diversi tipi, per dimensione, artista, materiale e prezzo.
Altri moderni articoli da presepio sono: la carta-roccia per la riproduzione delle pareti rocciose, le lampadine elettriche che simulano il fuoco, le lanterne girevoli per la proiezione di immagini di angeli, le fontane che versano acqua in un circuito chiuso azionato da una pompa elettrica, le statuine meccaniche che riproducono vari movimenti.

## La tradizione dei lari
Per comprendere la tradizione e la genesi del moderno presepe, alcuni hanno tentato di trovarne le radici nella figura del lari (lares familiares), profondamente radicata nella cultura etrusca e latina.
I lari erano gli antenati defunti che, secondo le tradizioni romane, vegliavano sul buon andamento della famiglia. Ogni antenato veniva rappresentato con una statuetta, di terracotta o di cera, chiamata sigillum (da signum = segno, effigie, immagine).
Le statuette venivano collocate in apposite nicchie e, in particolari occasioni, onorate con l'accensione di una fiammella. In prossimità del solstizio d'inverno si svolgeva la festa detta Sigillaria (20 dicembre), durante la quale i parenti si scambiavano in dono i sigilla dei familiari defunti durante l'anno.
In attesa della festa, il compito dei bimbi delle famiglie riunite nella casa patriarcale, era di lucidare le statuette e disporle, secondo la loro fantasia, in un piccolo recinto nel quale si rappresentava un ambiente bucolico in miniatura. Nella vigilia della festa, dinnanzi a tale recinto, la famiglia si riuniva per invocare la protezione degli avi e lasciare ciotole con cibo e vino. Il mattino seguente, al posto delle ciotole, i bambini trovavano giocattoli e dolci, "portati" dai loro trapassati nonni e bisnonni.
Dopo l'assunzione del potere nell'impero (IV secolo), i cristiani tramutarono alcune feste tradizionali in feste cristiane, mantenendone parte dei riti e delle date, ma mutando i nomi e i significati religiosi. Essendo una tradizione molto antica e particolarmente sentita (perché rivolta al ricordo dei familiari defunti), la rappresentazione dei larii sopravvisse nella cultura rurale con parte del significato originario almeno fino al XV secolo e, in alcune regioni italiane, anche altrove esisteva forse una tradizione di rappresentazione della Natività